# Siegburg
Siegburg ist die Kreisstadt und damit Verwaltungssitz des Rhein-Sieg-Kreises im Regierungsbezirk Köln. Die mittelgroße Stadt liegt im Süden Nordrhein-Westfalens und gehört zu den Metropolregionen Rheinland und Rhein-Ruhr.

## Geographie

### Lage

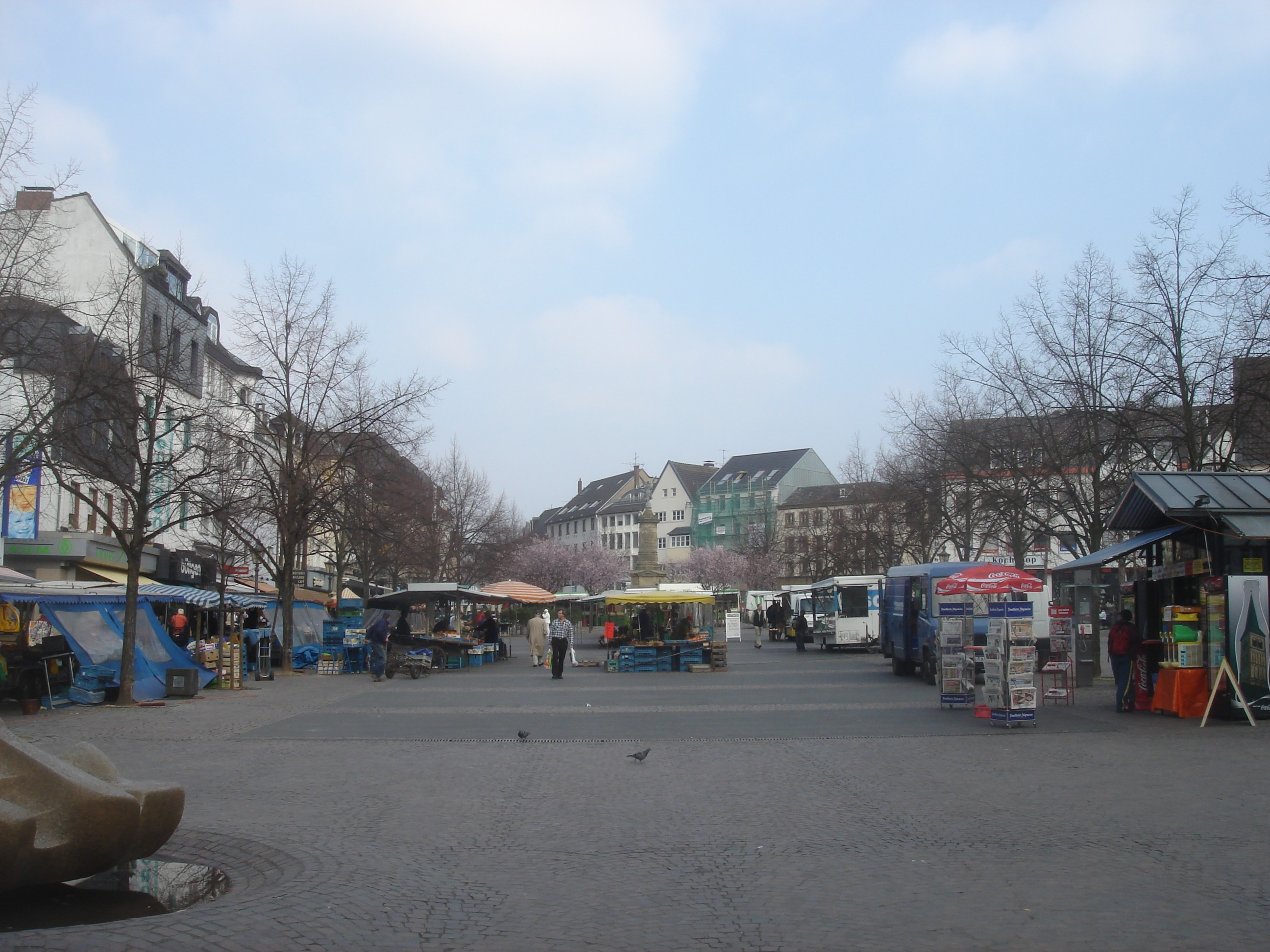
Marktplatz (2007)

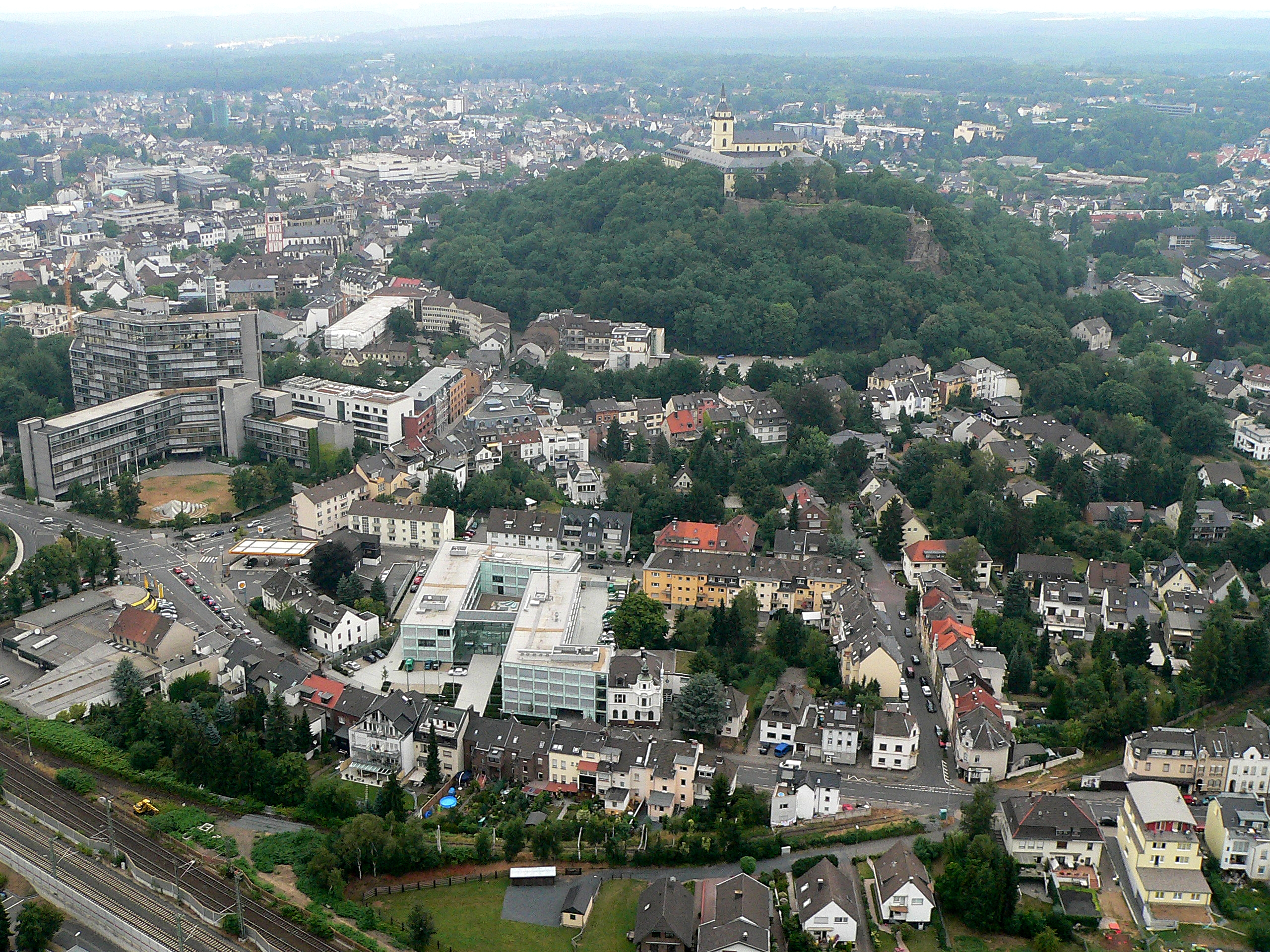
Luftbild (2006)

Siegburg liegt etwa 8 km östlich des Rheins an der Mündung der Agger in die Sieg im südöstlichen Winkel der Kölner Bucht, begrenzt im Osten von den Höhen des Bergischen Landes und im Süden vom Pleiser Hügelland.
Nachbargemeinden sind Troisdorf, Lohmar, Neunkirchen-Seelscheid, Hennef und Sankt Augustin. Der höchste Punkt des Stadtgebiets wird mit gut 220 m ü. NHN im Ortsteil Braschoß erreicht, der niedrigste befindet sich mit knapp 54 m ü. NHN an der Aggermündung.
Die nächsten Großstädte sind Köln und Bonn.
Die Kreisstadt ist die flächenkleinste Kommune im Rhein-Sieg-Kreis.

### Stadtgliederung
Das Stadtgebiet umfasst die Gemarkungen Siegburg mit den Ortsteilen Brückberg, Deichhaus (eingemeindet 1927), Dreesch und Zange (eingemeindet 1906), Wolsdorf (eingemeindet 1899) mit dem Ortsteil Stallberg, Braschoß (eingemeindet 1956) mit den Ortsteilen Kaldauen, Schneffelrath, Schreck und Haus zur Mühlen sowie Seligenthal (eingemeindet 1969).

### Gewässer
Der Namensgeber der Stadt ist die Sieg, die westlich von Siegburg in den Rhein mündet. Deren Nebenfluss, die Agger, bildet die Trennlinie zur Nachbarstadt Troisdorf. Von der Sieg zweigt der Siegburger Mühlengraben in der Höhe des Siegwehrs ab, fließt durch das Stadtgebiet und vereinigt sich schließlich wieder mit der Sieg. Des Weiteren fließt der Wahnbach aus der Wahnbachtalsperre durch das Gebiet des Siegburger Stadtteils Seligenthal. Der Rothenbach, der in Lohmar-Heide entspringt, speist zahlreiche Fischteiche des großen Waldgebietes (Staatsforst Siegburg) zwischen den Städten Siegburg und Lohmar.

### Geologie
Siegburg hat Anteil an der Niederrheinischen Bucht, die ein tertiäres geologisches Senkungsgebiet am Nordrand des Rheinischen Schiefergebirges darstellt. Im Oberoligozän reichte das Meer bis in den Bonner Raum hinein. Die Tonablagerungen, die später die Grundlage des Siegburger Keramikhandwerks wurden, bildeten sich während des Oligozäns. Über den Tonen bildeten sich Braunkohlenflöze. Nach dem Rückzug des Meeres kam es zur Sedimentation von Sanden. Charakteristisch für dieses Gebiet sind Terrassensysteme des Rheins und seiner Nebenflüsse, der Sieg und der Agger. Siegburg ist bekannt für seine hellgrauen bis dunkelgelben Tone, die der daraus produzierten Keramik eine helle Farbe verleihen. Die Aulgasse hat nach dem Töpferhandwerk ihren Namen.

#### Bergbau
Auch im Stadtgebiet von Siegburg wurde Bergbau betrieben. So befand sich unterhalb der Wahnbachtalsperre zwischen Seligenthal und Weingartsgasse das Bergwerk Ziethen. Bereits im 12. Jahrhundert müssen hier Blei- und Kupfererze gefördert worden sein. 1854 wurde das Bergwerk erneut in Betrieb genommen.
Der Abbau erfolgte hier bis in eine Tiefe von 70 Metern. Dabei gestaltete sich die Wasserhaltung im Schacht äußerst schwierig. 1878 wurde der Betrieb eingestellt, da die Mächtigkeit der Erze mit zunehmender Tiefe abnahm. Die Grube wurde von 1923 bis 1927 erneut untersucht, es fand aber kein Abbau mehr statt. Vor Ort findet man heute noch eine große überwachsene Halde sowie einige Eisenstangen, die aus der Erde ragen.
Östlich von Schneffelrath befanden sich die Erzgruben Plinius und Franz. Der Abbau im Erzvorkommen von Plinius erfolgte nur kurzfristig um 1860.

### Natur

#### Naturdenkmäler
- Wahrzeichen Siegburgs ist der Michaelsberg, der von der ehemaligen Benediktinerabtei St. Michael gekrönt ist. Geologisch handelt es sich um einen erloschenen Vulkan.
- Fünf Stieleichen im Stadtwald
- Eine Rotbuche nordwestlich von Gut Umschoß, ein achtstämmiger Baum
- Rotbuche („Napoleonsbuche“) im Kaldauer Gemeindewald. Es handelt sich um die höchste Buche im Rhein-Sieg-Kreis.[4]

#### Naturschutzgebiete
- Feuchtgebiet im Hufwald, ein unterhalb von Siegburg-Kaldauen zwischen den Siegaltarmen und dem Haus zur Mühlen liegendes Sumpfgebiet.
- Siegaltarme oberhalb des Siegwehres zwischen den Wolsbergen und der Autobahnbrücke der A 3.
- Trerichsweiher, ein im 16. Jahrhundert angelegter Weiher. Bis Ende 1970 wurde hier Fischzucht betrieben. Teile des Weihers wurden durch den Bau der Umgehungsstraße (B 56) zugeschüttet.
- Wahner Heide und Teile der Aggerau im Rhein-Sieg-Kreis.

## Geschichte

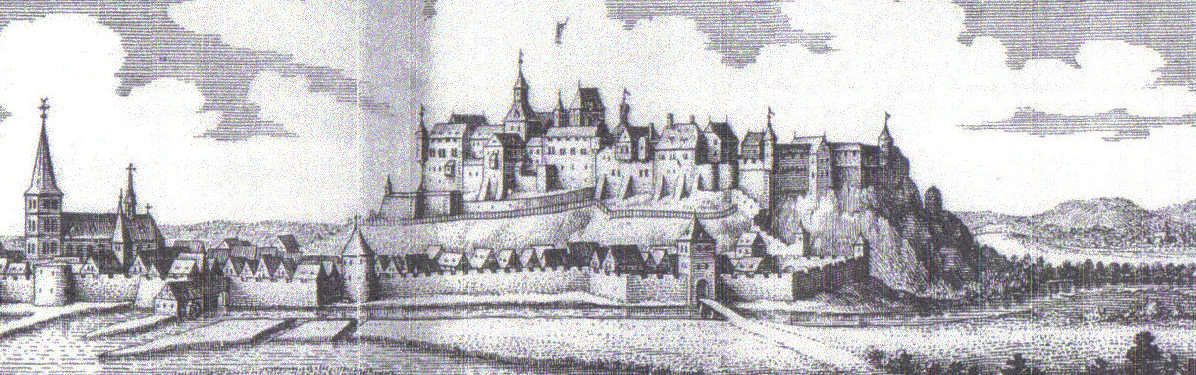
Siegburg auf einem Merianstich

Siegburg Anfang des 19. Jahrhunderts

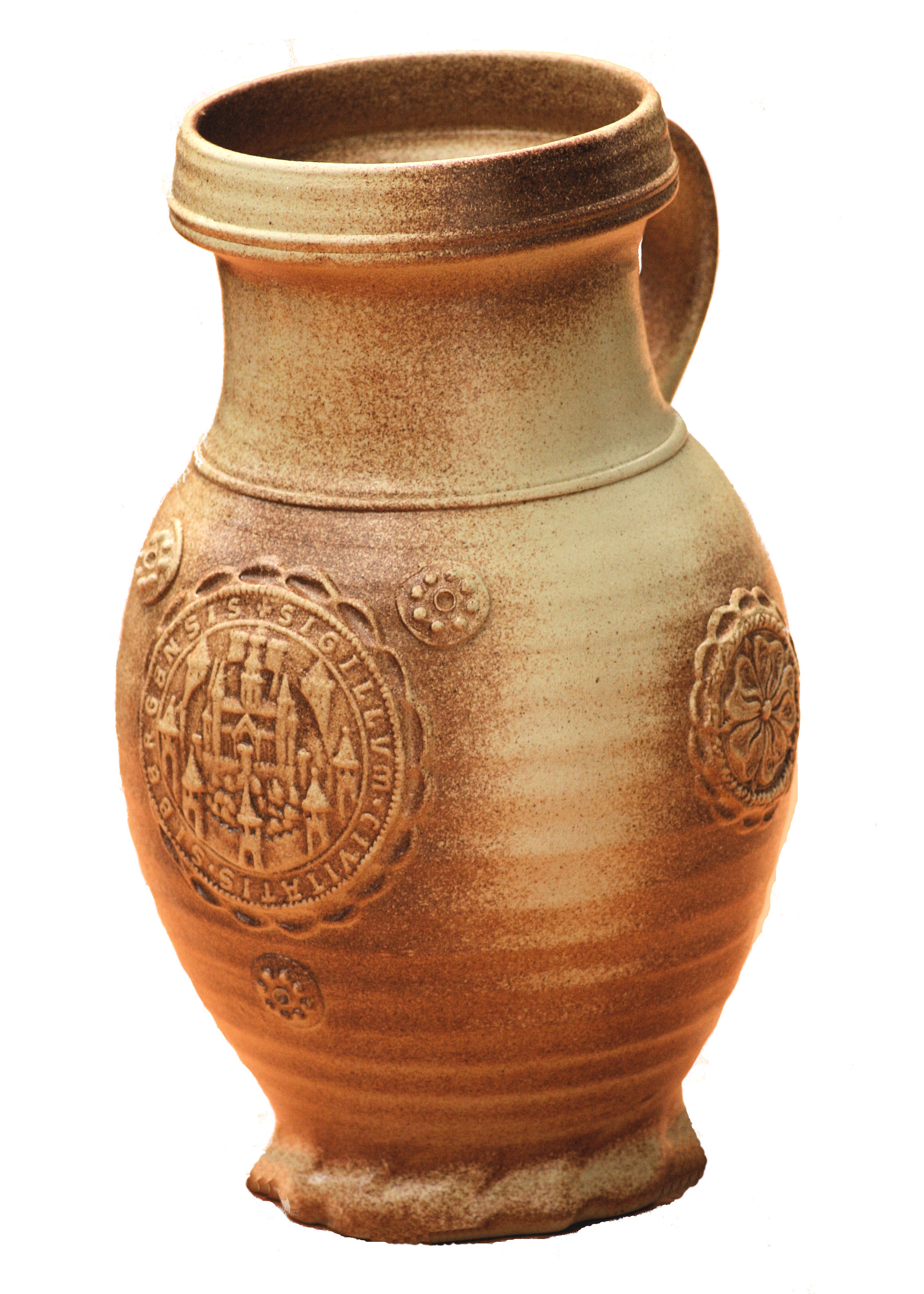
Siegburger Töpferware

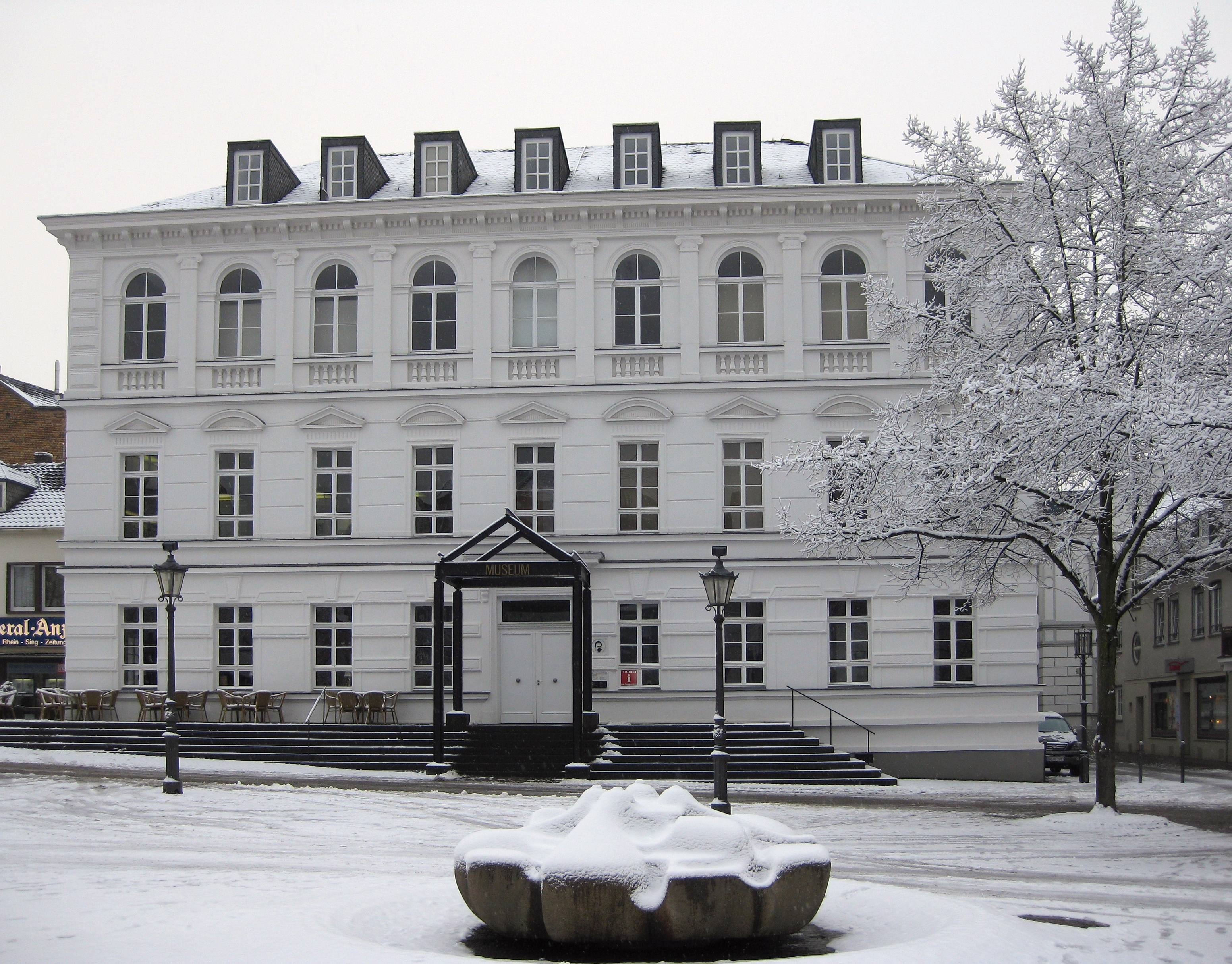
Stadtmuseum Siegburg (2010)

### Frühzeit
Die ältesten bislang gefundenen menschlichen Spuren stammen aus der Jungsteinzeit (ca. 3000 – ca. 1800 v. Chr.). Es handelt sich um Beile, Klingen und Schaber aus Stein sowie um Tonscherben. Die ältesten Siedlungen auf dem Gebiet der Stadt Siegburg werden auf die Zeit zwischen 1000 und 500 v. Chr. datiert. Funde sind auf dem Brückberg und dem Seidenberg belegt. Um 500 n. Chr. erreichte die Fränkische Landnahme den Siegburger Raum. Kurz vor Christi Geburt kamen die Römer an den Rhein. Der Rhein wurde für einige hundert Jahre zur Grenze zwischen dem Römischen Reich auf dem linken Ufer und den keltischen und germanischen Stämmen auf der rechten Seite. Angesichts der Nähe zu den römischen Siedlungen in Köln und Bonn ist davon auszugehen, dass ein reger Grenzhandel existierte.

### Mittelalter
Seit dem 9. Jahrhundert gab es auf dem Michaelsberg eine Burg, die sich im Besitz der Ezzonen befand. 1060 vertrieb Erzbischof Anno II. von Köln den Pfalzgrafen Heinrich I. von Lothringen und gründete hier 1064 die Abtei St. Michael, eine Benediktinerabtei. Der Abt des Klosters war zugleich Herr der Siedlung am Fuß des Berges. 1069 erhielt Siegburg Markt-, Zoll- und Münzrechte von König Heinrich IV. und noch vor 1182 das Stadtrecht. Als Anhänger der damaligen Reformbestrebungen innerhalb der Kirche machte der Erzbischof Anno II. die Abtei zu einem Zentrum der Erneuerung des benediktinischen Mönchtums, dass hierfür der Ausdruck der „Siegburger Reform“ geprägt wurde. Anno wurde 1075 auf der Abtei beigesetzt (Annoschrein) und die dankbare Abtei erreichte 1183 seine Heiligsprechung, was viele Pilger anzog.
Als Baumaterial für zahlreiche Bauten jener Zeit, z. B. St. Servatius (zweiter Bau 1169), wurde der in den Wolsbergen abgebaute Tuffbasalt verwandt, auch „Wolsdorfer Brocken“ genannt. Aus dieser Zeit stammt auch die Stadtmauer, die erst 1865 niedergelegt wurde.
Im heutigen Stadtteil Seligenthal gründeten Graf Heinrich III. von Sayn und seine Frau Mechthild von Landsberg ein Franziskanerkloster. Der Bau wurde jedoch wegen Geldknappheit  1255 für drei Monate pausiert. Erst nachdem von Sayn mit finanzieller Unterstützung vom Siegburger Abt Darius Martens rechnen konnte, wurden die Bauarbeiten am Kloster wieder aufgenommen. Die Klosterkirche wurde 1256 im rheinischen Übergangsstil fertig gestellt und ist heute die älteste erhaltene Franziskanerkirche nördlich der Alpen. Bis heute ist das Kloster Seligenthal von Nonnen bewohnt. 2016 sollte die Jesu-Statue im Süd-Ost-Hof der Kirche restauriert werden. Dieses Unternehmen scheiterte jedoch aufgrund finanzieller Engpässe und fehlender Unterstützung der katholischen Kirche. Die Statue aus dem 17. Jahrhundert  wurde dementsprechend, um Besucher des Klosters nicht zu gefährden, 2017 in das theologische Museum Königswinter überführt. 1285 wurde zwischen Siegburg und Köln ein Vertrag unterzeichnet, der den Bürgern der jeweils anderen Stadt die gleichen Rechte wie den eigenen Bürgern verlieh. Gleichzeitig wurde der Chor der Pfarrkirche nach dem hochgotischen Vorbild des Kölner Doms umgebaut.
Das politische Leben des mittelalterlichen Siegburg von drei Institutionen geprägt. Der Abt war Oberhaupt der Abtei und der Stadt. Ein Vogt war für die Rechtsprechung und den militärischen Schutz verantwortlich. Dieses Amt wurde ab der Mitte des 12. Jahrhunderts von den Grafen von Berg ausgeübt. Dritte und schwächste Institution war der Rat der Stadt als Vertretung der Bürgerschaft.
Seit ca. 1000 gilt Siegburg als Töpferstadt. Die Entwicklung des Töpferhandwerks setzte somit wesentlich früher ein als in der ebenso bekannten rheinischen „Töpferstadt“ Frechen. Die Töpfereien befanden sich in der Vorstadt Aulgasse. Ab circa 1300 erlebte Siegburg eine Blüte der Töpferei. Die Töpfer stellen gesintertes Siegburger Steinzeug her. Etwa ab 1500 erlebte Siegburg eine erneute Blüte der Töpferei. Den Siegburger Töpfern gelang es, kunstvolle Verzierungen an den Töpferwaren anzubringen. Aus Siegburg stammen die Schnellen. Vor und nach 1600 verließ ein großer Teil der Töpfer Siegburg. Einige siedelten sich im Kannebäckerland im Westerwald und das Töpferhandwerk in Siegburg verlor stark an Bedeutung.

### 15. bis 18. Jahrhundert
Der Siegburger Abt Pilgram vom Drachenfels versprach 1403 dem Johann II. von Loen die Übernahme der Siegburger Schirmvogtei. Hierdurch kam es zum Siegburger Krieg zwischen Abtei und den Bürgern der Stadt, wobei die Bürger mit dem späteren Herzog Adolf von Berg, dem Sohn des bisherigen Stadtvogtes, die Abtei belagerten. Die Abtei wurde erheblich beschädigt, aber nicht genommen; die Stadt wurde in Brand geschossen. Stadt und Abtei einigten sich, die Vogtrechte weiter den Herren von Berg zu lassen.
1588 fand während des Truchsessischen Krieges eine erfolglose Belagerung Siegburgs durch spanische Truppen statt. 1614/1615 wurde Siegburg im Laufe des Jülich-Klevischen Erbfolgestreites von brandenburgisch-staatischen Truppen abermals belagert. Knapp 20 Jahre später wurde Siegburg im Oktober 1632, während des Dreißigjährigen Krieges von den schwedischen Truppen General Baudissins erobert, die diese für drei Jahre besetzt hielten. Von 1636 bis 1638 erlebte Siegburg die Hexenverfolgungen durch die Hexenkommissare Franz Buirmann und Kaspar Lieblar (Liblar). Dies wurde begünstigt durch die Abwesenheit des Abtes, der vor dem Krieg nach Köln geflohen war. 37 Menschen (32 Frauen und fünf Männer) wurden Opfer der Hexenprozesse. Es gibt noch 19 vollständige Hexenprozess-Protokolle sowie Prozessfragmente im nordrhein-westfälischen Hauptstaatsarchiv Düsseldorf und Stadtarchiv Siegburg. Die zahlreichen kriegerischen Auseinandersetzungen jener Zeiten verursachten einen wirtschaftlichen Niedergang.
Im Jahre 1670 zerstörten Truppen des Herzogs von Berg große Teile der mittelalterlichen Befestigung auf dem Michaelsberg.
1676 kam Siegburg als Unteramt zum Herzogtum Berg, welches von Düsseldorf aus regiert wurde. Von 1741 bis 1742 wurde die Stadt schließlich durch französische Truppen besetzt. Im Laufe des 18. Jahrhunderts zerstörten mehrere Brände die alten Abteianlagen. In der Folge erhielt die Abtei durch Neubauten im Barockstil weitgehend ihr heutiges Gesicht.

### 19. Jahrhundert
Im Jahr 1803 kamen die Franzosen wieder als Besatzer. Die Abtei wurde säkularisiert und nach fast 750 Jahren Bestand aufgehoben. Nach der Niederlage Napoleons und dem Wiener Kongress kam das Rheinland und damit auch Siegburg zum Königreich Preußen.  Mit Einrichtung der Provinz Jülich-Kleve-Berg (ab 1822 Rheinprovinz) wurde Siegburg 1816 Kreisstadt des neu gebildeten Kreises Siegburg, der nach einer Zusammenlegung 1820 mit dem Kreis Uckerath 1825 in Siegkreis umbenannt wurde. 1825 wurde in den Gebäuden der ehemaligen Abtei die Erste Rheinische Irrenheilanstalt eingerichtet und bestand dort bis 1878.
1828 hatte Siegburg 3576 Einwohner, davon 110 evangelische und 162 jüdische. Zur Pfarrgemeinde gehörten neben Troisdorf und Wolsdorf die Höfe Flögerhof und Ulrodderhof (Uhlrather Hof). 1829 wurde der Weinbau am Michaelsberg eingestellt.
1840 setzte in der Kreisstadt mit dem Umzug der Kattun-Fabrik Rolffs & Co. von Köln nach Siegburg die Industrialisierung ein. Im Laufe der Industrialisierung entwickelte sich Siegburg zum wichtigen Verkehrsknotenpunkt und Industriestandort im Bergischen Land. 1859 erhielt Siegburg einen Eisenbahnanschluss, in dessen Gefolge zwei große königlich-preußischer Rüstungsbetriebe mit bis zu 5000 Beschäftigten angesiedelt wurden.
Um 1865 wurden die baufälligen Stadttore abgebrochen. Im Jahre 1886 wurde die königlich preußische Strafanstalt zu Siegburg eröffnet, die heutige Justizvollzugsanstalt Siegburg. 1892 siedelten sich die staatlichen Rüstungsbetriebe in Siegburg, die Königliche Geschossfabrik Brückberg und das Königliche Feuerwerkslaboratorium an, in denen bis zu 20.000 Menschen während des Ersten Weltkrieges arbeiteten.
Am 1. April 1899 wurde die Gemeinde Wolsdorf im Zuge einer Gebietsreform nach Siegburg eingemeindet.

### 20. Jahrhundert

#### Bis 1945

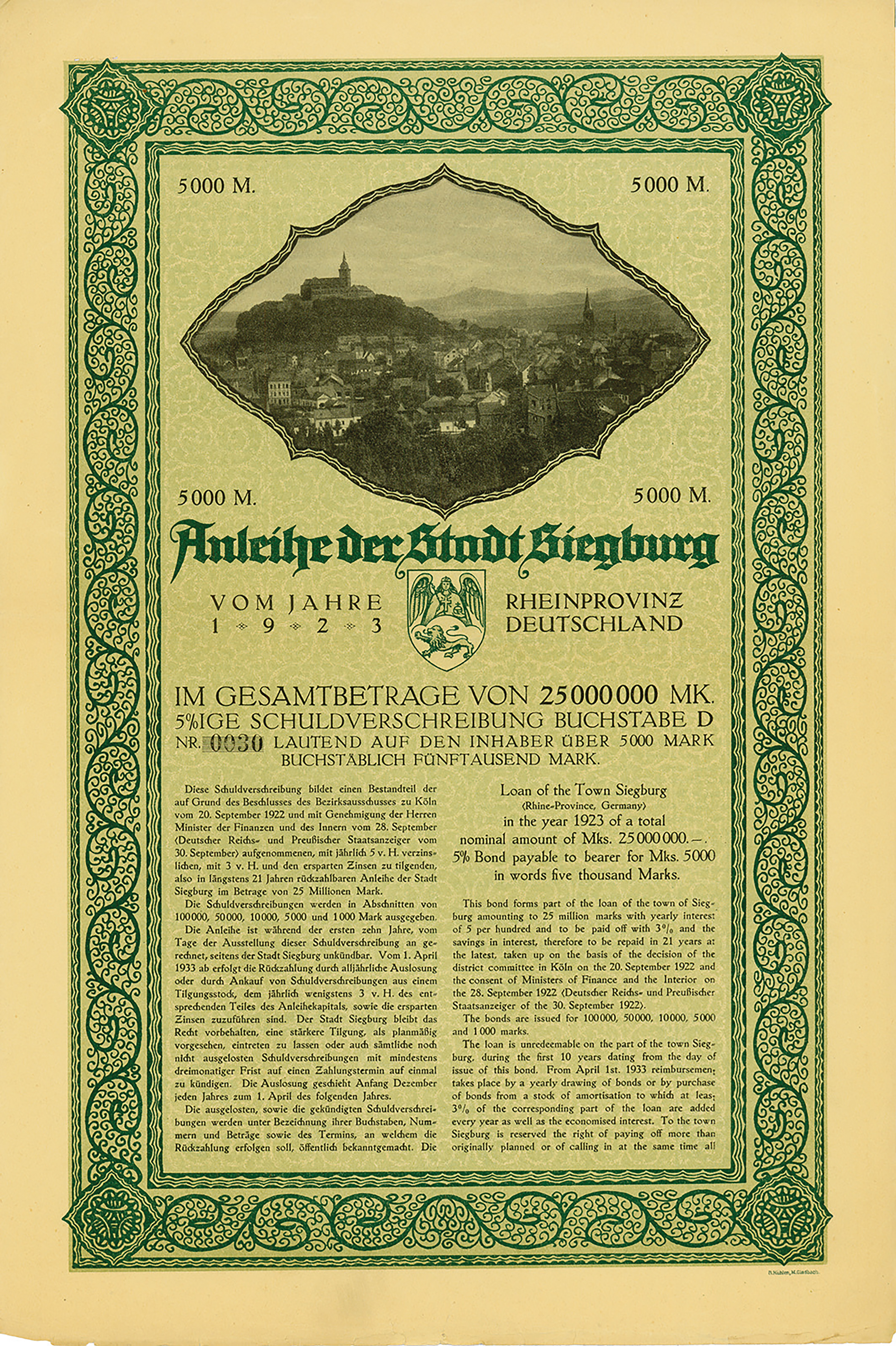
Anleihe der Stadt Siegburg vom 10. Januar 1923 mit einer Fotovignette

Die gute industrielle Einwicklung der Stadt ließ die Einwohnerzahl Siegburgs bis zum Ende des Ersten Weltkrieges auf rund 20.000 emporschnellen. Allerdings bedeutet das Kriegsende auch die Schließung der Rüstungsbetriebe mit der Folge einer hohen Arbeitslosigkeit.
1914 wurde die 1803 aufgehobene und säkularisierte Benediktinerabtei auf dem Michaelsberg wieder eröffnet. Die Gebäude waren von 1825 bis 1877 als Irrenheilanstalt Siegburg genutzt worden.
Wie überall im Rheinland dominierte in der Weimarer Republik die katholische Zentrumspartei. Mit der Machtübernahme der NSDAP ab 1933 begann auch in Siegburg die Gleichschaltung. Im Jahre 1933 wurde beim Versuch eines SS-Trupps, das Volkshaus zu stürmen, in der Nacht zum 15. Februar ein SS-Mann erschossen. Trotz Mangel an Beweisen wurden später sechs Männer zu acht bis zwölf Jahren Haft verurteilt. Nach der Reichstagsbrandverordnung wurden aus Siegburg und Umgebung zahlreiche politische Gegner (Kommunisten, Sozialdemokraten, Gewerkschafter u. a.) zur Schutzhaft ins Zuchthaus Siegburg überführt. Beim Novemberpogrom 1938 wurde die Synagoge in der Holzgasse zerstört. Bis 1942 wurden viele Siegburger Juden, deren Gemeindestärke bei rund 400 Personen lag, u. a. über das Lager Much in die Konzentrationslager im Osten zur Vernichtung deportiert. Der Siegburger Moritz Heymann konnte noch 1940 auf einer abenteuerlichen Flucht über Russland, Japan, USA, Venezuela nach Argentinien entkommen. Er rettete die Thora der ehemaligen Siegburger Synagoge; diese befindet sich heute in Israel.
1937 wurde Siegburg an eine der ersten deutschen Autobahnen, die A 3 angeschlossen. Die Teilstrecke zwischen dem Autobahnkreuz Köln-Mülheim und Siegburg mit 30 km Länge wurde am 17. Dezember 1937 nach rund drei Jahren Bauzeit dem Verkehr übergeben. Ein Jahr später, am 15. Dezember 1938, folgte der 12 km lange Abschnitt bis zur Anschlussstelle Siebengebirge und am 20. September 1939 weitere 30 km bis Dierdorf.

Im Jahre 1941 wurden die Mönche der Abtei Siegburg durch die SS vertrieben, weil sie von der Gestapo als „reichsfeindlich“ eingestuft wurden. Die Abtei wurde bis Kriegsende als Lazarett und Flakbeobachtungsposten genutzt.

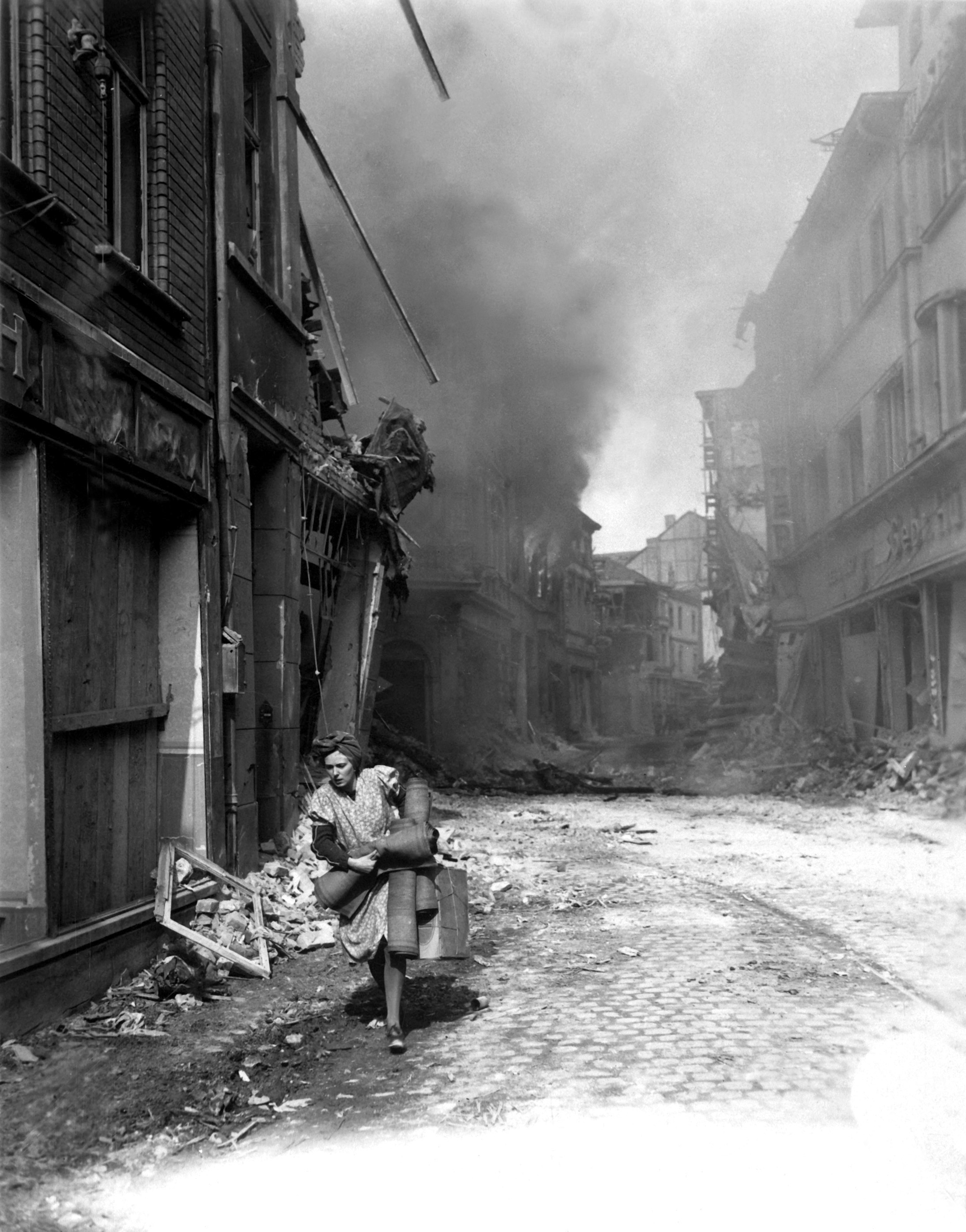
Siegburg gegen Ende des Zweiten Weltkriegs am 13. April 1945

Am 28. Dezember 1944 wurden bei einem Bombenangriff 1500 Bomben auf Siegburg abgeworfen und 66 Menschen getötet sowie Hunderte verletzt. Die Abtei Michaelsberg wurde bei diesem Luftangriff fast vollständig zerstört. Am 3. März 1945 wurde Siegburg abermals bombardiert; diesmal wurden 3000 Bomben abgeworfen, wodurch 35 Einwohner getötet wurden und etwa 1000 Gebäude beschädigt wurden. Am 9. und 10. März 1945 erfolgen Bombenangriffe auf Wolsdorf, die über 100 Tote fordern. Am 10. April 1945 wurde Siegburg von Teilen der 97. Infanteriedivision der US-Armee nach wochenlangem Kampf besetzt. Als Bürgermeister wurde von den Amerikanern der Deutschamerikaner Eugen Vogel aus Siegburg eingesetzt.

##### Zwangsarbeit im Zweiten Weltkrieg
Ab 1939 wurden bis Kriegsende mehrere Tausend ausländische Zwangsarbeiter in Siegburger Groß- und Kleinbetrieben eingesetzt. Für ihre Unterbringung richtete das NS-Regime in Siegburg verschiedene Lager ein: „Arbeitslager“, „Gemeinschaftslager“ „Lager für Kriegsgefangene“, die besonders streng bewacht wurden, oder „Wohnlager“, wie einige verharmlosend genannt wurden. Eine besonders menschenunwürdige Form der Unterbringung erfuhren die Zwangsarbeitenden in der Haftanstalt in Siegburg und den auf dem Gelände der Haftanstalt befindlichen Baracken.
Mehr als 400 Zwangsarbeitende kamen als Folge von Mangelernährung, Krankheiten oder auch Bombenangriffen zu Tode. Sie wurden vorrangig auf dem Siegburger Nordfriedhof begraben. Nach dem Krieg wurden die meisten Beigesetzten in ihre Heimat überführt. Eine Ausnahme bildeten die sowjetischen Toten. Für sie entstand in den Jahren 1945 und 1946 ein Gräberfeld mit 108 Einzelgräbern und einem Massengrab mit 17 nicht identifizierten Verstorbenen. Die Einzelgrabsteine und ein Ehrenmal wurden von befreiten, noch in Siegburg verbliebenen Sowjetbürgern aus Betonmaterial gegossen.

#### Ab 1945
Der Wiederaufbau von Stadt und Abtei ab 1945 war von der Mangelwirtschaft bestimmt. Abt und Konvent kehrten nach Siegburg zurück, um mit der Bevölkerung den Wiederaufbau einzuleiten. Im Juli 1947 feierten die Bürger und Mönche in den Ruinen der Abtei den 1400. Geburtstag des heiligen Benedikt. Im Jahre 1953 wurde die wiedererrichtete Abteikirche geweiht. Die Reparaturarbeiten dauerten noch bis 1967 an.
Im Zuge der Nachkriegszeit wurde aus der preußischen Industriestadt ein Verwaltungs-, Dienstleistungs- und Handelszentrum. Bedeutende Betriebe waren die Phrix-Werke AG und das Siegwerk.
Ab 1957 wurden das Wachbataillon beim Bundesministerium der Verteidigung und das Stabsmusikkorps der Bundeswehr in der Brückberg-Kaserne in Siegburg stationiert. Das Wachbataillon kam im Zuge der Wiedervereinigung nach Berlin, aber das Stabsmusikkorps verblieb in Siegburg.
Am 1. August 1969 wurde Siegburg die Kreisstadt des neuen Rhein-Sieg-Kreises. Teile der Gemeinden Buisdorf, Hennef (Sieg) und Lauthausen wurden eingegliedert. Von 1974 bis 1978 entstand für den Rhein-Sieg-Kreis in Siegburg ein neues Kreishaus.

### 21. Jahrhundert
Im Jahre 2003 erfolgte die Anbindung von Siegburg an die ICE-Strecke Köln–Frankfurt, begleitet von einem Bahnhofsneubau und der Neugestaltung der Innenstadt zwischen Bahnhof und Markt.
Im Jahr 2011 wurde die Benediktinerabtei St. Michael auf dem Michaelsberg wegen ihrer unzureichenden finanziellen und personellen Situation von den Mönchen aufgegeben. In einem Teil des Klosters eröffnete 2012 die Ordensgemeinschaft der Unbeschuhten Karmeliten (OCD) eine kleine klösterliche Gemeinschaft. Im Jahr 2017 zog das Katholisch-Soziale Institut (KSI) der Erzdiözese Köln von Bad Honnef in die Gebäude der ehemaligen Abtei auf dem Michaelsberg.

## Demographie

### Einwohnerentwicklung
- 1816: 01.557
- 1843: 02.877
- 1871: 04.748
- 1905: 16.190
- 1961: 33.974
- 2007: 39.563
- 2010: 39.746
- 2011: 38.809
- 2013: 39.563
- 2015: 41.016
- 2016: 41.034
- 2017: 41.326
- 2018: 41.463
- 2019: 43.333

Einwohnerentwicklung von Siegburg von 1816 bis 2019 nach nebenstehender Tabelle

(Quellenhinweise: Angaben nach 2011 von IT-NRW nach Fortschreibung des Bevölkerungsstandes auf Basis des Zensus vom 9. Mai 2011. Einwohnerzahlen von 1905 zusammen mit Wolsdorf und 1961 zusammen mit Wolsdorf und Braschoß.)

### Bevölkerungsstruktur
Nach dem Stand vom 1. April 2019 hat Siegburg 43.333 Einwohner und liegt damit weit über denen von IT-NRW. Davon sind 6383 Ausländer (Einwohner ohne deutsche Staatsangehörigkeit).
Die Frauenquote beträgt 21.843 (50,4 %) gegenüber 21.489 Männern (49,6 %).

## Religion
Folgende religiöse Gruppierungen bestehen in Siegburg:
- Buddhistische Gruppe Siegburg (Diamantweg-Buddhismus, Karma-Kagyü-Linie)
- Christadelphian-Gemeinde
- Christliche Gemeinden: siehe Liste der Kirchen und Kapellen in Siegburg
- Islamische Gemeinde: DITIB-Moschee Siegburg
- Jehovas Zeugen

### Konfessionsstatistik
Laut dem Zensus 2011 waren 41,9 % römisch-katholisch, 21,0 % der Einwohner evangelisch, und 37,1 % waren konfessionslos, gehörten einer anderen Glaubensgemeinschaft an oder machten keine Angabe. Der Anteil der evangelischen und katholischen Kirchenmitglieder an der Gesamtbevölkerung ist seitdem beträchtlich gesunken. Mit Stand Juni 2025 waren von den 44.115 Einwohnern 27,9 % (12.314) Mitglied der katholisch Kirche, 15,0 % (6.613) der evangelische Kirche Deutschland und 57,1 % waren konfessionslos oder gehörten einer anderen Glaubensgemeinschaft an.

## Politik

### Stadtrat
Der Stadtrat ist die kommunale Volksvertretung der Stadt Siegburg. Über die Zusammensetzung entscheiden die Bürger alle fünf Jahre. Die letzte Wahl fand am 13. September 2020 statt. Neben den Bundestagsparteien CDU, SPD, Grüne, FDP und Linke ist seit 2020 auch die Wählergruppe Siegburger Bürger Union in Fraktionsstärke im Stadtrat vertreten.

### Stadtdirektoren/Bürgermeister
Der Stadtdirektor war der hauptamtliche Leiter der Stadtverwaltung (Chef des Rathauses). Seit dem Auslaufen der Norddeutschen Ratsverfassung, die durch den Einfluss der Britischen Besatzungsmacht nach 1945 eingeführt wurde, gibt es dieses Amt nicht mehr. Stand dem Stadtdirektor früher ein ehrenamtlicher, vom Stadtrat gewählter Bürgermeister zur Seite, so wird seither der Bürgermeister – nun auch Verwaltungschef – von den Wahlberechtigten direkt gewählt.
Franz Huhn (CDU), Bürgermeister von 2004 bis 2020, trat zur Wahl am 13. September 2020 nicht mehr an. Zu seinem Nachfolger wurde in der Stichwahl vom 27. September 2020 Stefan Rosemann (SPD) mit 57,54 % der Stimmen gewählt.
| Stadtdirektoren                                                     | Ehrenamtliche Bürgermeister                                         | Bürgermeister                                                                                    |
| ------------------------------------------------------------------- | ------------------------------------------------------------------- | ------------------------------------------------------------------------------------------------ |
| - 1968–1980: Norbert Jakobs (CDU) - 1980–1995: Konrad Machens (CDU) | - 1964–1989: Adolf Herkenrath (CDU) - 1989–1995: Rolf Krieger (CDU) | - 1995–2004: Rolf Krieger (CDU) - 2004–2020: Franz Huhn (CDU) - seit 2020: Stefan Rosemann (SPD) |

### Wappen
Das blaue Wappenschild enthält den gold nimbierten Erzengel Michael, Flügel in Silber, einen roten Mantel, in den Händen ein goldenes Zepter und einen blauen Reichsapfel mit goldenem Kreuz. Michael steht auf einem Berg als wachsende Gestalt und weist auf den Ursprung und Lage der Stadt, das Kloster auf dem Michaelsberg hin. Die Abbildung auf dem Berg stellt einen schreitenden, roten, blau bewehrten Löwen dar und stellt damit den sonst stehenden Bergischen Löwen dar und weist auf die frühere politische Zugehörigkeit von Siegburg zum Herzogtum Berg hin. Die Grafen von Berg waren Vögte der Abtei Michaelsberg.

### Finanzen
Siegburg ist die (pro Kopf) höchstverschuldete Kommune in Nordrhein-Westfalen (Stand 31. Dezember 2022). Auf jeden Einwohner kamen rechnerisch 11.586 Euro Stadtschulden.

### Städtepartnerschaften
Siegburg unterhält fünf Städtepartnerschaften:
- Nogent-sur-Marne, Frankreich, seit 1964
- Guarda, Portugal
- Bolesławiec, Polen, seit 1992
- Selçuk, Türkei, seit 1993
- Orestiada, Griechenland, seit 1994

Seit 2002 sind auch die beiden Siegburger Partnerstädte Stadt Nogent-sur-Marne und Bolesławiec partnerschaftlich miteinander verbunden.

### Patenschaften
Eine Besonderheit sind die drei Patenschaften der Stadt Siegburg:
- Wachbataillon und Musikkorps der Bundeswehr

Seit 1957 sind das Wachbataillon beim Bundesministerium der Verteidigung und das Musikkorps der Bundeswehr in Siegburg stationiert. Um die enge Verbundenheit zu den durch den protokollarischen Ehrendienst beim Bundespräsidenten und bei den Staatsbesuchen und -empfängen bekannten Soldaten zum Ausdruck zu bringen, übernahm die Garnisonsstadt 1988 eine Patenschaft mit den beiden Einheiten. Die herzliche Verbundenheit zwischen Stadt und Wachbataillon bzw. Musikkorps hat weiterhin Bestand, auch wenn die Soldaten des Wachbataillons jetzt überwiegend in Berlin Dienst tun.
- Minensuchboot „Wega“

Auf Initiative der „Marinekameradschaft Siegburg 1913“ übernahm die Stadt 1965 die Patenschaft über das schnelle Minensuchboot „Wega“. Nachdem die „Wega“ 1988 außer Dienst gestellt worden war, erhielt das Nachfolgeboot den Namen „Siegburg“. Mannschaften und Offiziere der „Siegburg“ kommen ebenso regelmäßig nach Siegburg wie Bürgerfahrten zum Boot in dessen Heimathafen Kiel stattfinden.
- ICE

Am 22. Juli 2003 erhielten am Bahnhof Siegburg/Bonn die Wagen 403016/403516 den Namen Siegburg (#76).

## Kultur und Sehenswürdigkeiten

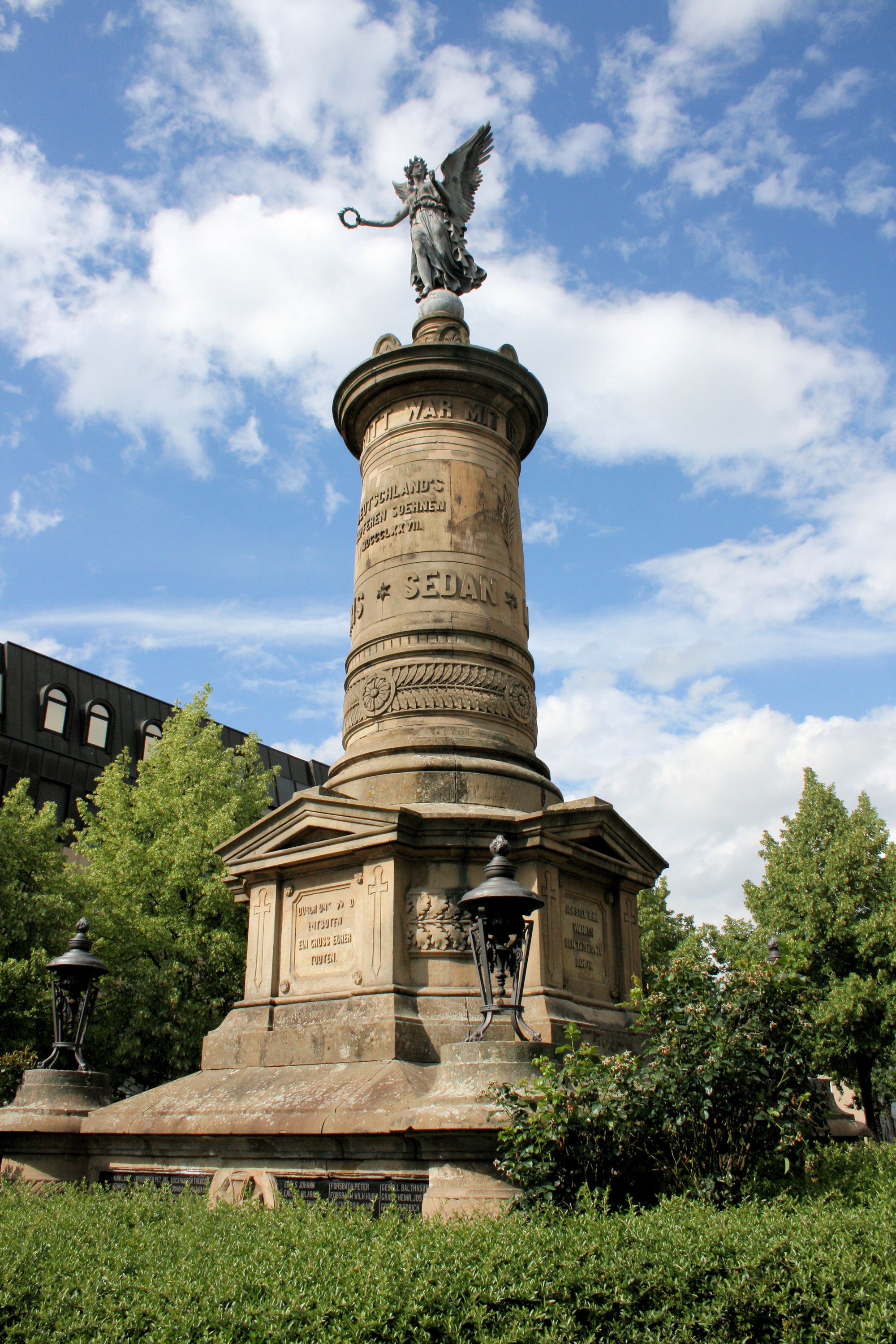
Siegessäule am oberen Markt

In Siegburg befinden sich die Studiobühne Siegburg, das Volkstheater Rhein-Sieg sowie das im September 2006 eröffnete Rhein-Sieg-Forum, eine Veranstaltungshalle für bis zu 2.000 Zuschauer. An Museen gibt es das Stadtmuseum Siegburg, das Siegwerk-Museum im Torhaus sowie das Abteimuseum in der Abtei Michaelsberg. Auch die Stadtbibliothek Siegburg organisiert regelmäßig kulturelle Events.

### Regelmäßige Veranstaltungen
- Mittelalterlicher Markt zu Weihnachten
- Siegburger Literaturwochen (November) / Verleihung Rheinischer Literaturpreis Siegburg
- Keramikmarkt[25] (zweiter Sonntag im Juli)
- Humperdinck-Musikfest (Juli)
- Siegburger Orgelzyklus
- Siegburger Sommerrendezvous (Mai bis September)
- Siegburger Stadtfest (am letzten August-Wochenende)
- Siegburger Triathlon im Zwei-Jahres-Rhythmus
- Siegburger Rosenmontagszug
- Siegtal Pur / Autofreies Siegtal – einmal jährlich Anfang Juli stattfindender Fahrrad-Erlebnistag[26]
- Weinfest Siegburg (Mitte Juni)

### Sehenswürdigkeiten
- Benediktinerabtei St. Michael: Die um 800 auf dem damals sogenannten Sigeberg errichtete Burganlage diente zunächst als Sitz des jeweiligen Grafen, der gerade das Auelgau beherrschte. Um 1060 erstritt der Kölner Erzbischof Anno II. die Burg von Pfalzgraf Heinrich und gründete 1064 eine Benediktinerabtei. 1803 wurde die Abtei säkularisiert. Die heutige Abtei ist eine Barockanlage aus dem 17./18. Jahrhundert. In der Abteikirche befindet sich das Grab Annos II. († 1075) und der Annoschrein aus dem Jahre 1183.
- Die Pfarrkirche St. Servatius wurde bereits vor der Abteigründung errichtet und im 12./13. Jahrhundert zu einer zweischiffigen Emporen-Basilika erweitert. Sie beherbergt eine Schatzkammer mit dem spätromanisch-gotischen Siegburger Kirchenschatz, der besichtigt werden kann. Bekannt ist die St.-Servatius-Kirche auch durch die große Orgel der Orgelmanufaktur Klais und den dort stattfindenden Internationalen Siegburger Orgelzyklus.
- Das Haus zum Winter, das frühere Pfarrhaus der Servatiuskirche, wurde zwischen 1220 und 1230 erbaut und ist das älteste, zumindest teilweise erhaltene Wohnhaus Siegburgs. Es befindet sich am oberen Markt (Griesgasse 2).
- Der Hexenturm, gelegen in der Bergstraße, ist ein Teil der Stadtmauer und diente als Wachturm in Form eines Halbturms.[27] Seinen Namen erhielt er jedoch erst im 19. Jahrhundert, wo er namentlich im Roman von Wilhelm Herchenbach: Meister Hansen, der Scharfrichter von Siegburg. auftaucht.
- Das einstige königlich-preußische Zeughaus (Zeughausstraße) erlangte Bedeutung, als Freischärler 1849 versuchten, es zu erstürmen. Im heute unter Denkmalschutz stehenden Zeughaus ist die Musikwerkstatt Engelbert Humperdinck untergebracht.
- Klosterkirche Seligenthal (Sankt Antonius)
- Siegessäule am oberen Markt

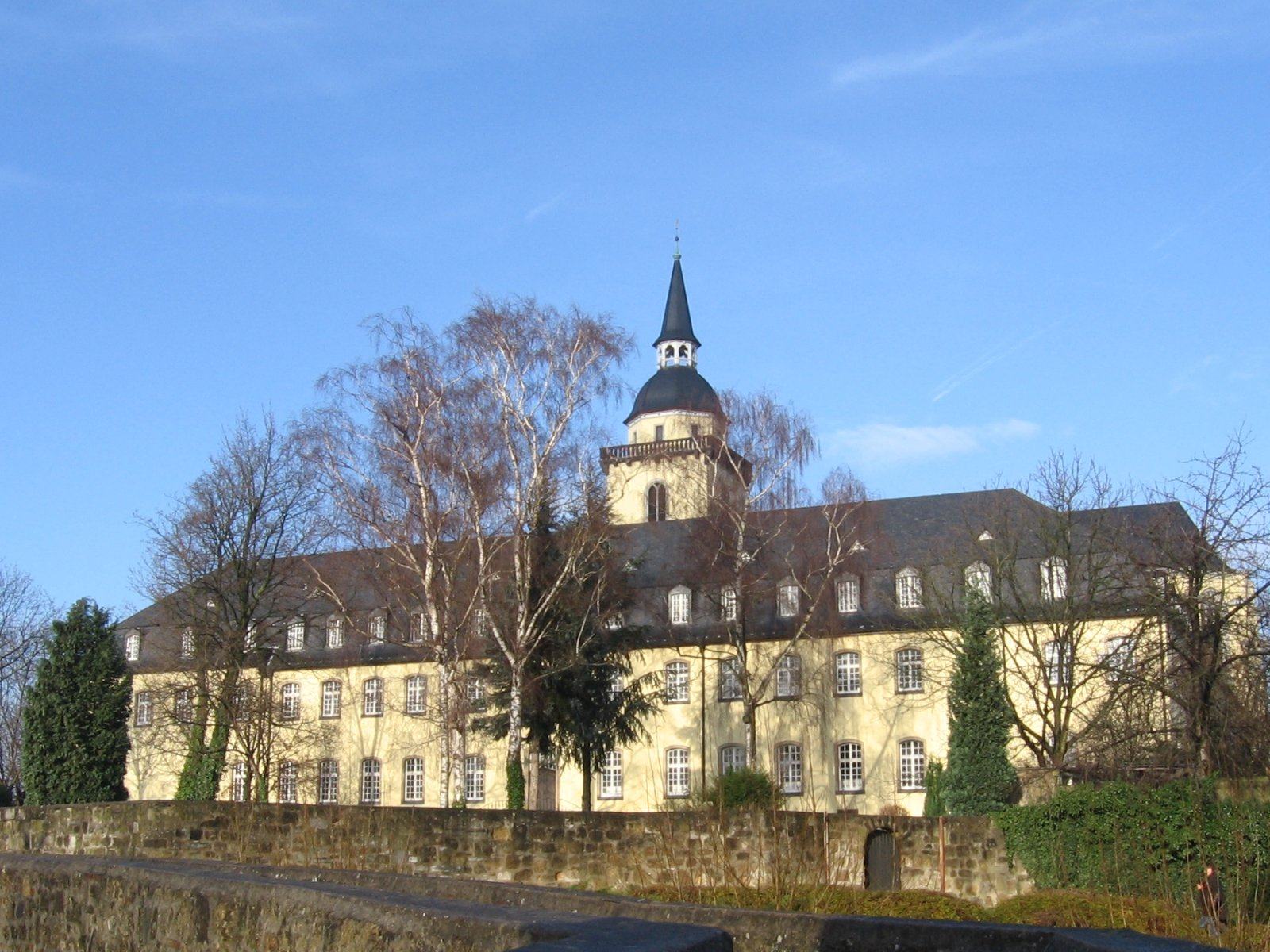
Abtei Michaelsberg
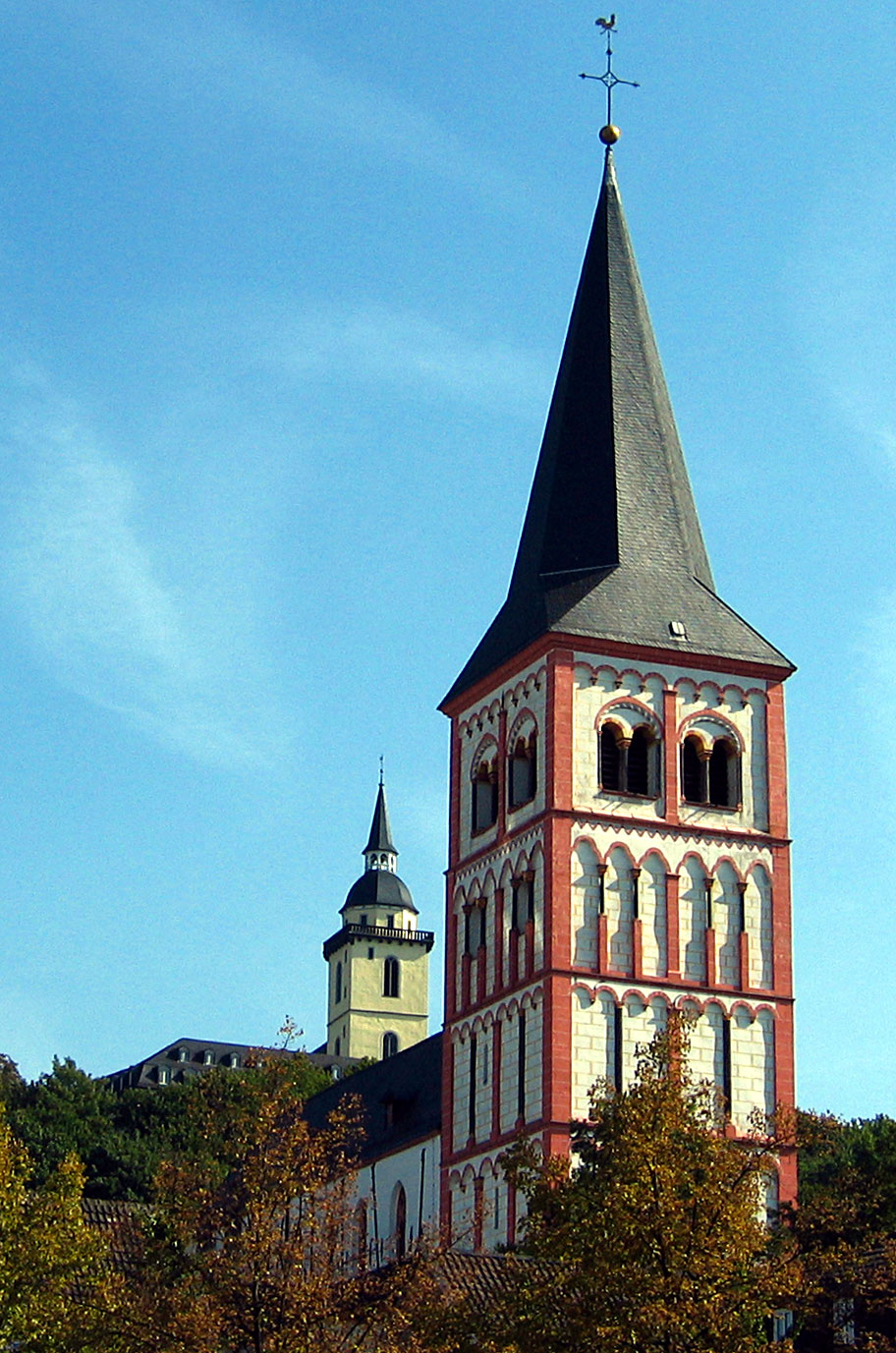
Pfarrkirche St. Servatius und die Abtei St. Michael
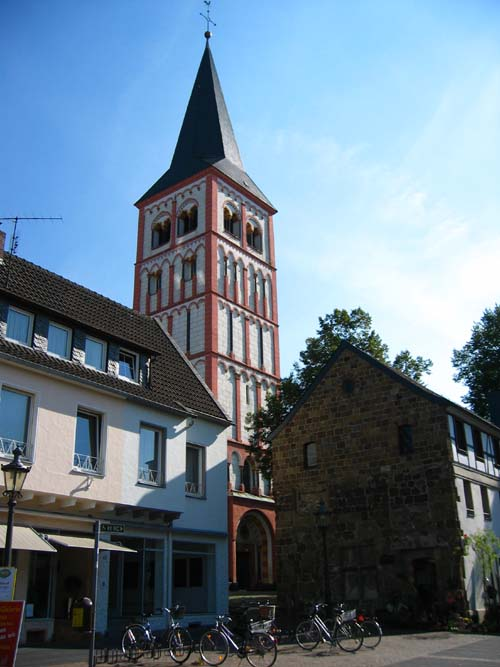
St. Servatius und Haus zum Winter
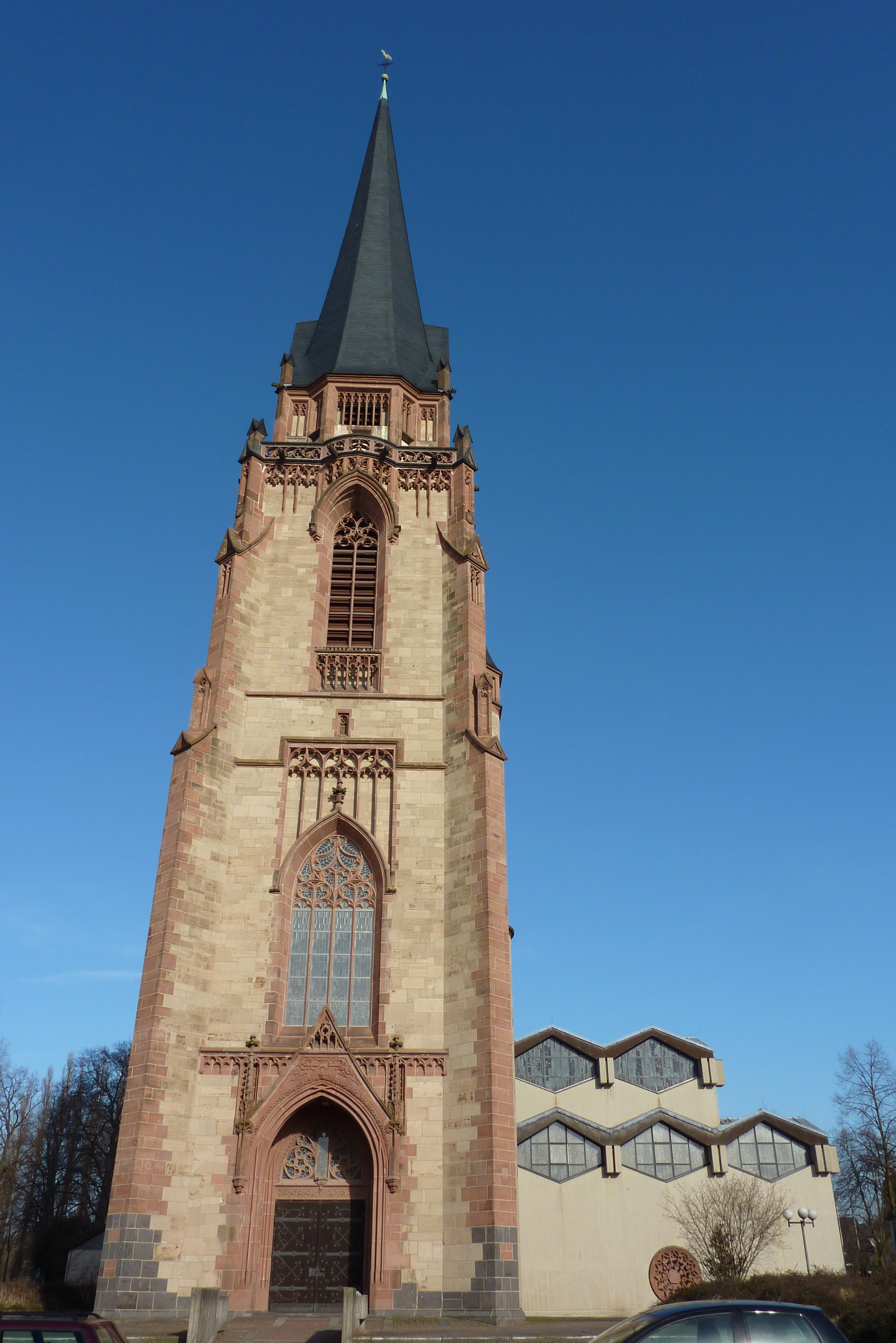
Kirche St. Anno
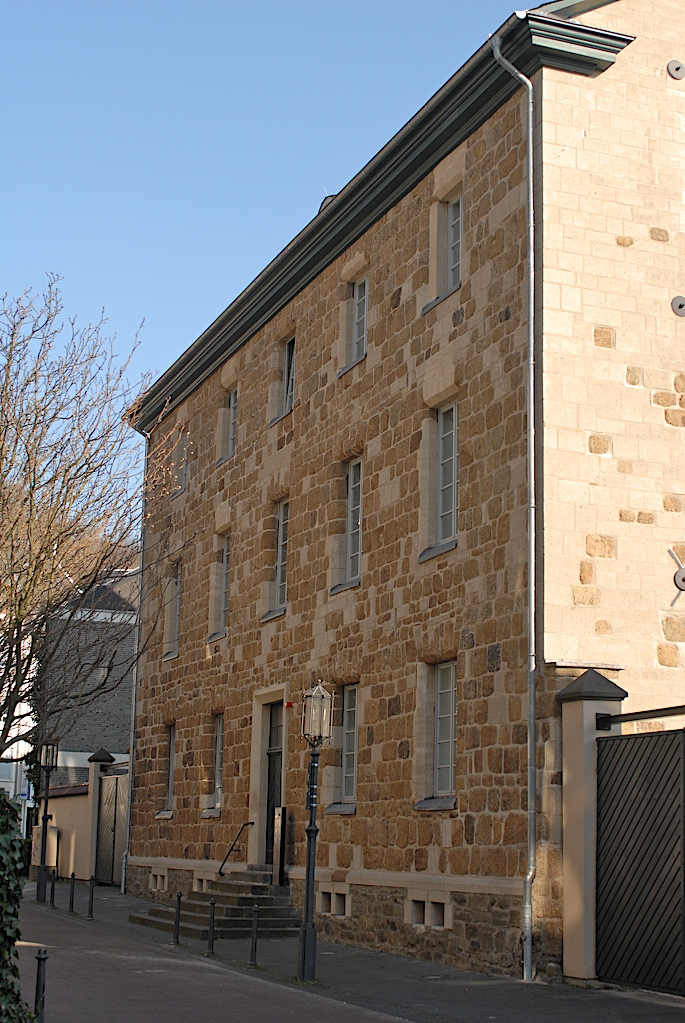
Ehemaliges Zeughaus

### Kulinarische Spezialitäten
- Siegburger Abtei-Liqueur, hergestellt nach altem Klosterrezept.[28]
- Michel und das naturtrübe Siegburger, Biere aus dem Siegburger Brauhaus.[29]

## Wirtschaft und Infrastruktur

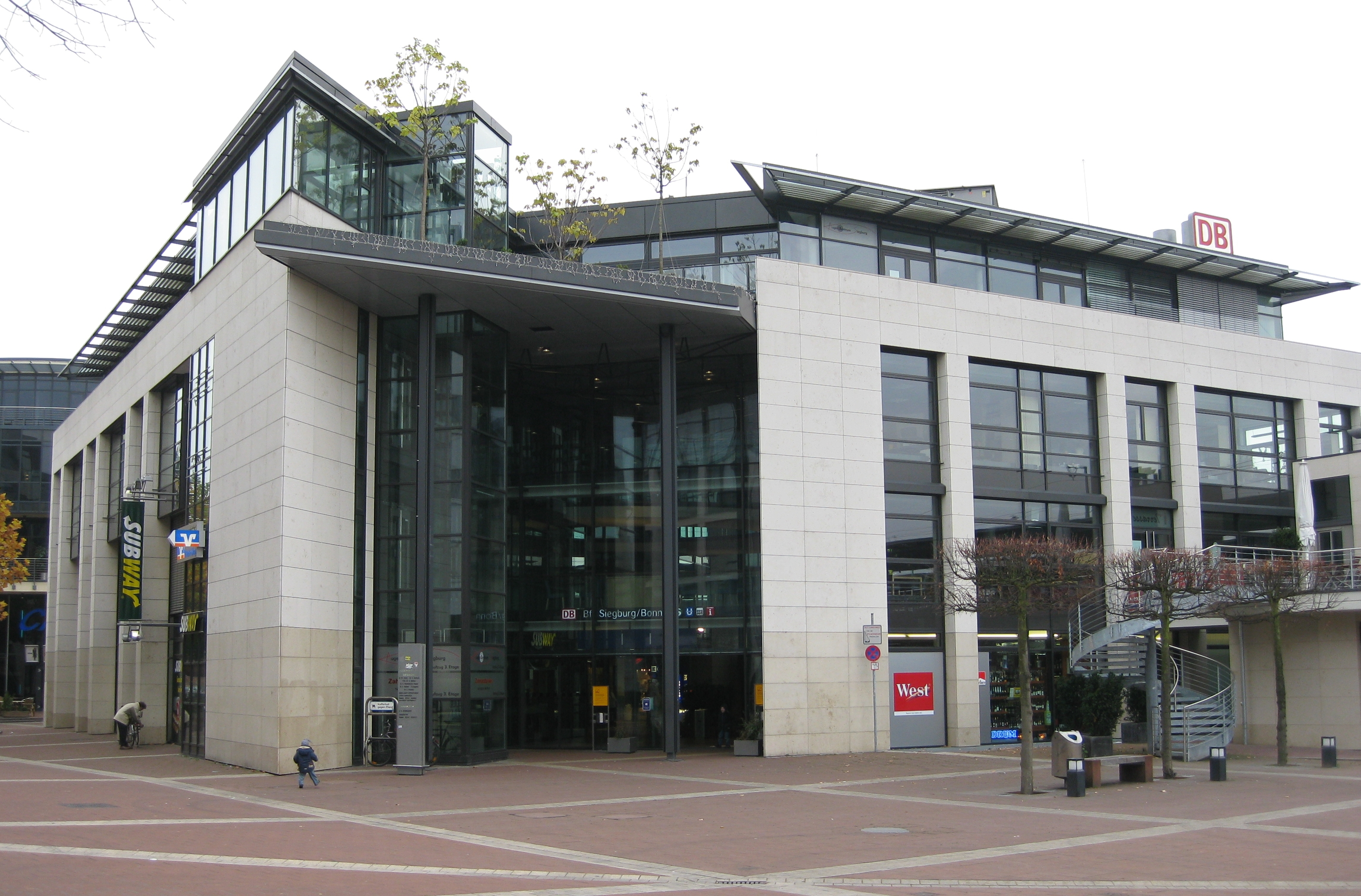
Bahnhofsgebäude

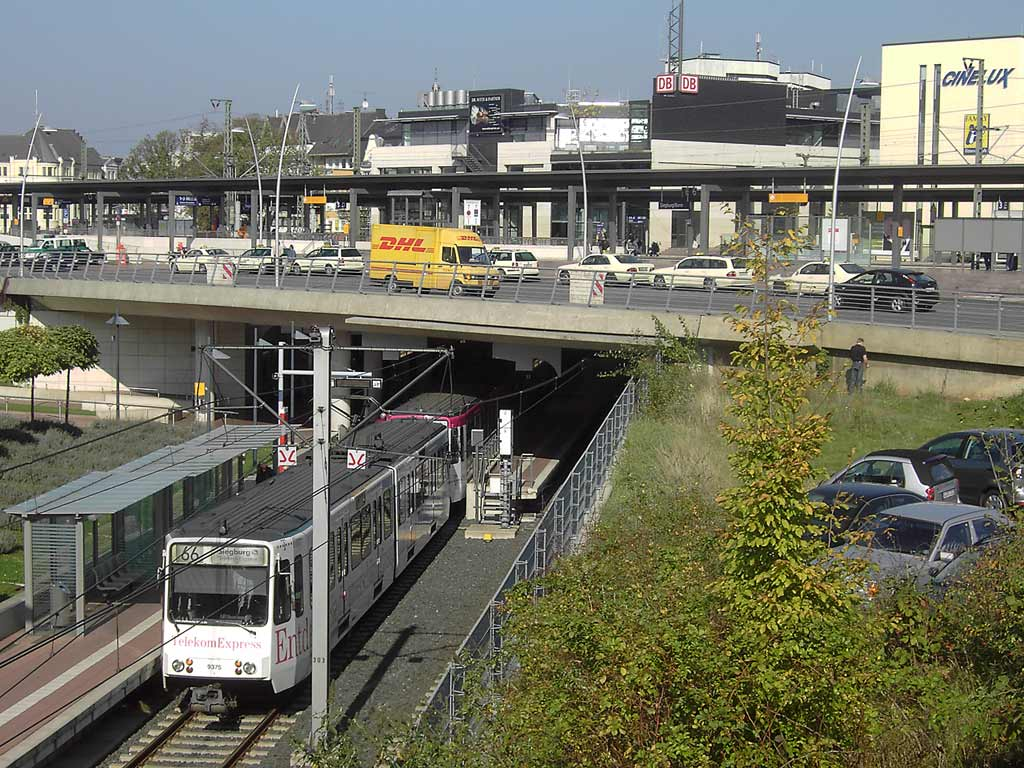
Fahrzeug der Stadtbahnlinie 66 am Siegburger Bahnhof

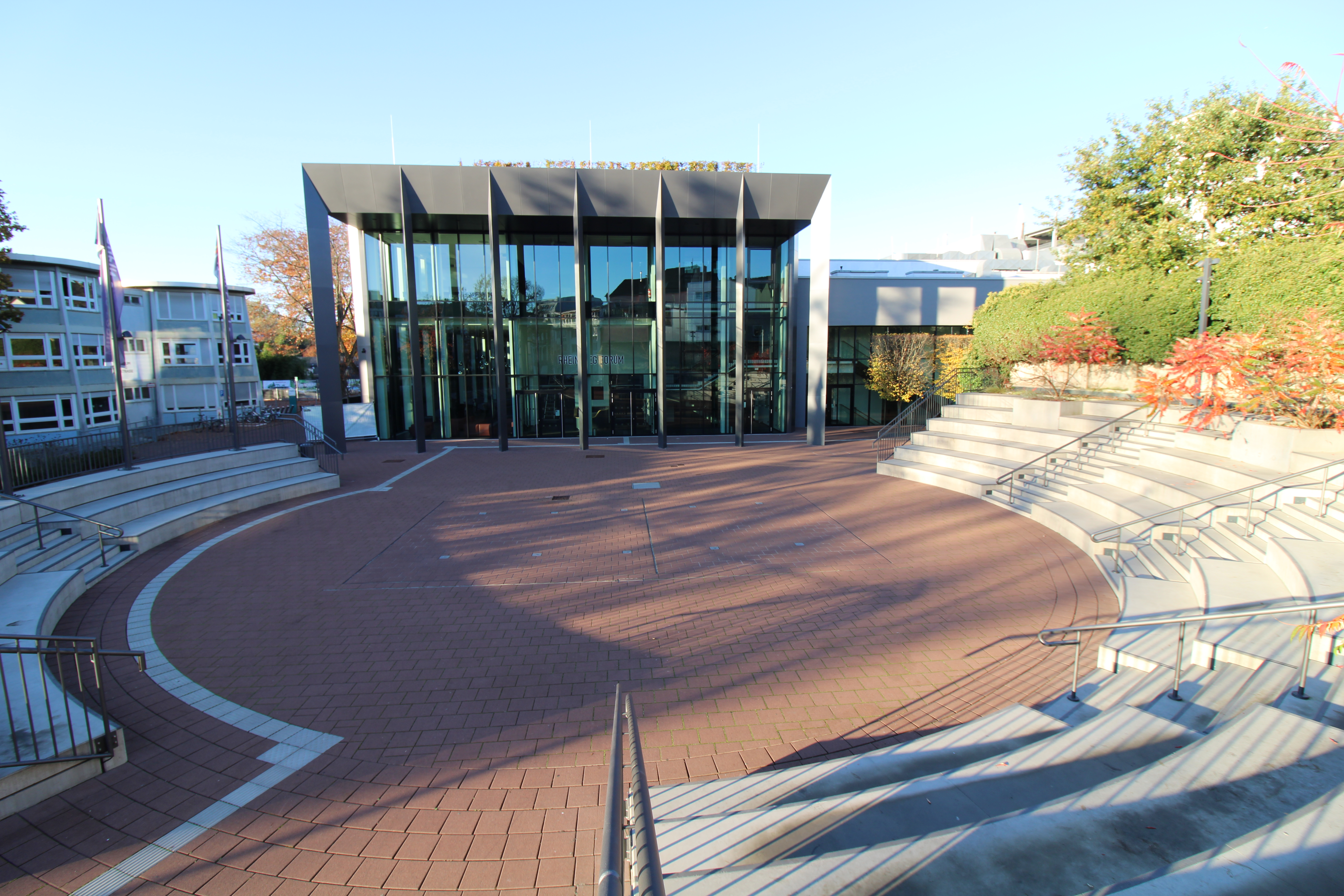
Veranstaltungszentrum Rhein-Sieg-Forum mit vorgelagertem „Platz der Begegnung“

### Allgemeines
Nach 2000 wurden viele Großprojekte verwirklicht. So wurde das Gebäude der früheren Hauptpost abgerissen. An seiner Stelle entstand ein Büro- und Geschäftshaus der Kreissparkasse Köln, das S-Carré. Die ehemalige Neue Poststraße, ÖPNV-Durchgangsstrecke vom Bahnhof in Richtung westlicher Innenstadt, wurde zum Erweiterungsbereich der Fußgängerzone. Die frühere Straße An der Stadtmauer ist völlig verschwunden; dort verläuft inzwischen ein Fußweg. Nach einer sich erheblich länger als geplant hinziehenden Bauzeit ist auch der ICE-Bahnhof Siegburg/Bonn an der Strecke Köln–Frankfurt 2004 fertiggestellt worden.

### Verkehr
In Siegburg ist im öffentlichen Personennahverkehr (ÖPNV) der Tarif des Verkehrsverbundes Rhein-Sieg (VRS) gültig.

#### Stadtbahn
Die Stadt ist über die Siegburger Bahn mit Sankt Augustin und Bonn verbunden. Die Linie 66 der Stadtbahn Bonn verkehrt werktags im 10-Minuten-Takt über Bonn nach Königswinter und Bad Honnef. Zusätzlich verkehren morgens an Schultagen zwei Fahrtenpaare der Linie 67, welche ebenfalls durch die Bonner Stammstrecke fahren, dieser allerdings nach Bad Godesberg folgen.

#### Eisenbahn (Schienenpersonenfern- und -nahverkehr)

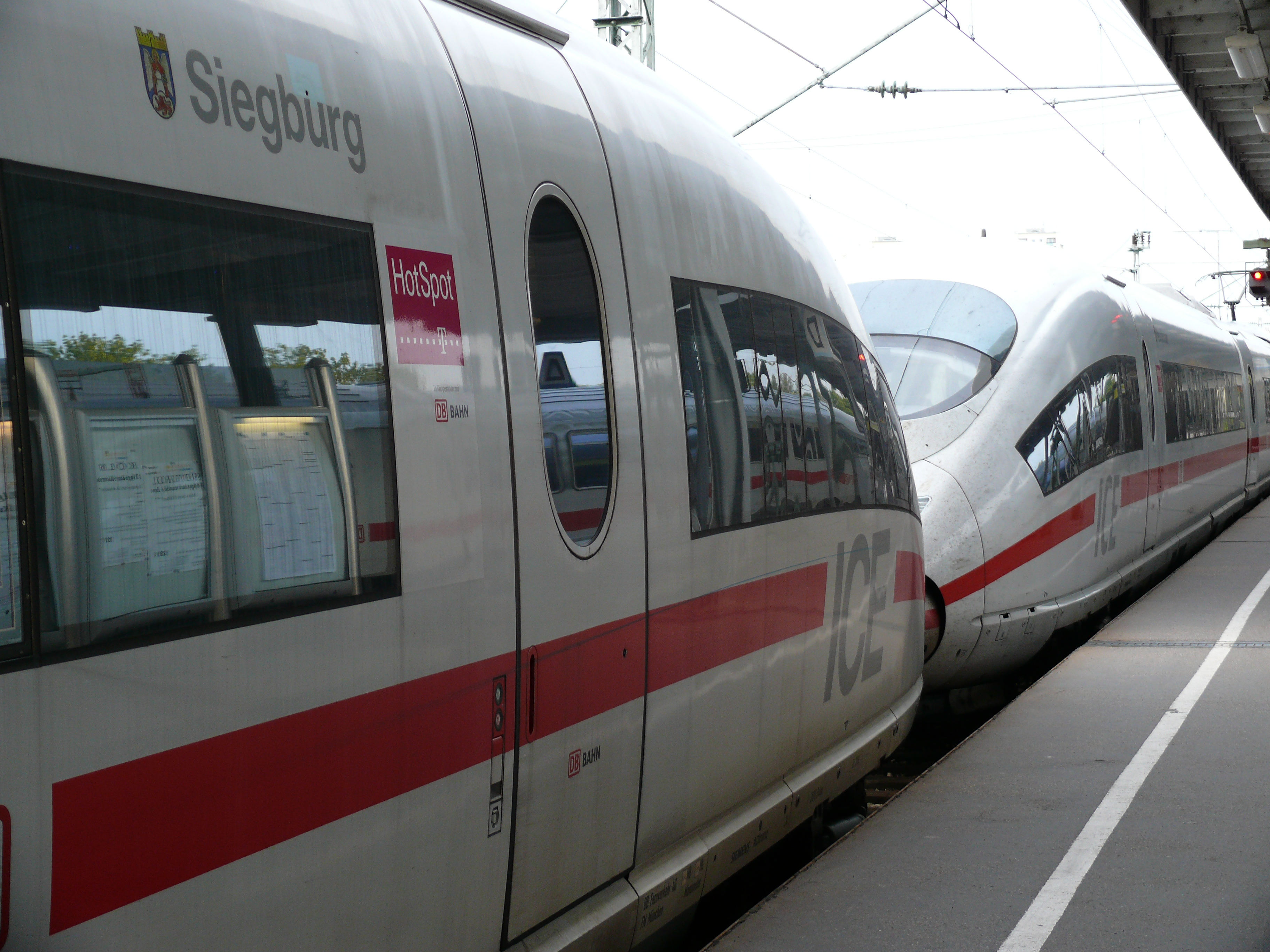
ICE Siegburg

Seit 2003 ist Siegburg an die ICE-Schnellfahrstrecke Köln–Rhein/Main angebunden. Eigens dafür erhielt Siegburg ein neues Bahnhofsgebäude mit umliegenden Geschäften. Der Bahnhof erhielt den Namen Siegburg/Bonn, da der ICE-Halt über die Stadtbahnlinie 66 der Stadtwerke Bonn mit Bonn verbunden ist. Siegburg wird auch in der Liste der ICE mit Städtenamen genannt. Außerdem liegt die Stadt an der Siegstrecke Köln–Siegen, welche Regional-Express-Züge der Linie RE 9 bedienen. Die S-Bahn-Linien S12 (Düren–Köln–Hennef–Au (Sieg)) und S19 der S-Bahn Köln halten hier ebenfalls.

#### Straßenverkehr

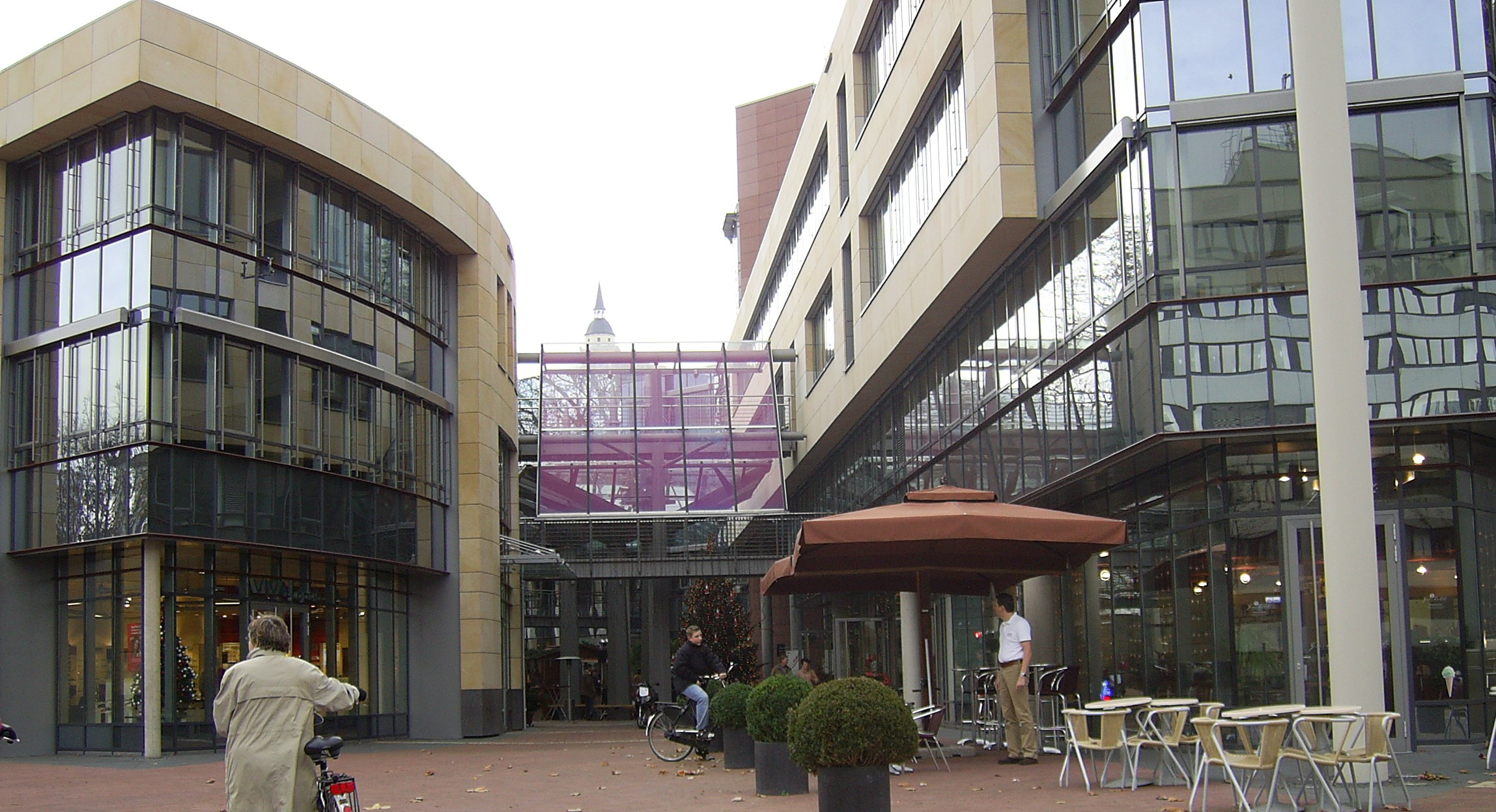
Die Kredit-Serviceagentur Rheinland, eine Abwicklungstochter der Kreissparkasse Köln, hat ihren Sitz in Siegburg.

Siegburg liegt an den Bundesautobahnen A 560 (nach Bonn und Hennef) und A 3 (Frankfurt–Köln) sowie an den Bundesstraßen B 8, B 56 und B 484.
Am 1. Januar 2018 waren in Siegburg 25.091 Kraftfahrzeuge zugelassen, darunter 21.675 Pkw.
Von 2004 bis 2010 verband die Wegebahn „Michel-Express“ die Fußgängerzone (Holzgasse, Markt, Bahnhof) mit der Siegburger Abtei.

### Ansässige Unternehmen
- Die Siegwerk Druckfarben AG,  einer der weltweit größten Druckfarbenhersteller, ist seit 1840 in Siegburg ansässig.
- Bis Frühjahr 2023: Unternehmenszentrale der HIT Handelsgruppe GmbH & Co. KG.
- Von Januar 1937 bis Dezember 1957 wurden in Siegburg die Cantulia-Akkordeons hergestellt.[32]
- Bis 2009: Sitz des Gemeinsamen Bundesausschusses (G-BA)[33]
- Das Institut für das Entgeltsystem im Krankenhaus (InEK GmbH)

### Medien

#### Zeitungen
- Kölner Stadt-Anzeiger, Ausgabe Rhein-Sieg
- Kölnische Rundschau, Ausgabe Rhein-Sieg
- General-Anzeiger, Ausgabe Rhein-Sieg rechtsrheinisch

#### Radio und Fernsehen
- Radio Bonn/Rhein-Sieg
- Rhein-Sieg-TV

## Bildung
- Schauspielschule Siegburg (Berufsfachschule für darstellende Bühnenkunst)
- Berufskolleg des Rhein-Sieg-Kreises
- Volkshochschule Rhein-Sieg
- Katholisch-Soziales Institut (KSI)
- Engelbert-Humperdinck-Musikschule
- Fachschule für Sozialpädagogik

### Gymnasien
- Gymnasium Siegburg Alleestraße
- Anno-Gymnasium
- Wirtschaftsgymnasium Siegburg-Zange

### Gesamtschulen
- Gesamtschule im Schulzentrum Neuenhof
- Freie Christliche Gesamtschule Rhein Sieg in Siegburg

### Realschulen
- Alexander-von-Humboldt-Realschule Siegburg

### Hauptschulen
- Schulzentrum Neuenhof (aufgelöst)

### Grundschulen
- Adolf-Kolping-Schule Brückberg
- Grundschule für Förderbedarf Brückberg
- Grundschulen Deichhaus, Hans-Alfred-Keller-Schule, Nord, Siegburg-Kaldauen, Siegburg-Stallberg, Wolsdorf, Grundschule Zange
- Freie Christliche Grundschule

## Justiz
Neben der Justizvollzugsanstalt Siegburg befinden sich in Siegburg das
- Amtsgericht Siegburg, zuständig für den rechtsrheinischen Teil des Rhein-Sieg-Kreises mit Ausnahme der Kommunen Windeck (Amtsgericht Waldbröl), Königswinter und Bad Honnef (Amtsgericht Königswinter) und das
- Arbeitsgericht Siegburg, zuständig für den rechtsrheinischen Teil des Rhein-Sieg-Kreises und den Oberbergischen Kreis mit Ausnahme der Kommunen Hückeswagen und Radevormwald.

Die Justizvollzugsanstalt Siegburg geriet 2006 bundesweit in die Schlagzeilen, als ein brutaler Misshandlungsfall bekannt wurde, bei dem ein 20-Jähriger von drei Mithäftlingen zu Tode gefoltert wurde.

## Gesundheitswesen
Das Helios-Klinikum Siegburg ist ein Akut-Krankenhaus mit 361 Planbetten die in den Fachkliniken Herzchirurgie und Kardiologie, Radiologie, Innere Medizin, Allgemein- und Viszeralchirurgie, Gefäßchirurgie, Orthopädie und Unfallchirurgie zur Verfügung stehen. Die Anästhesie und Intensivmedizin, die Schmerztherapie sowie die Belegabteilung für Hals-, Nasen- und Ohrenheilkunde und ein gefäßchirurgischer Schwerpunkt komplettieren das medizinische Leistungsangebot.

## Sport

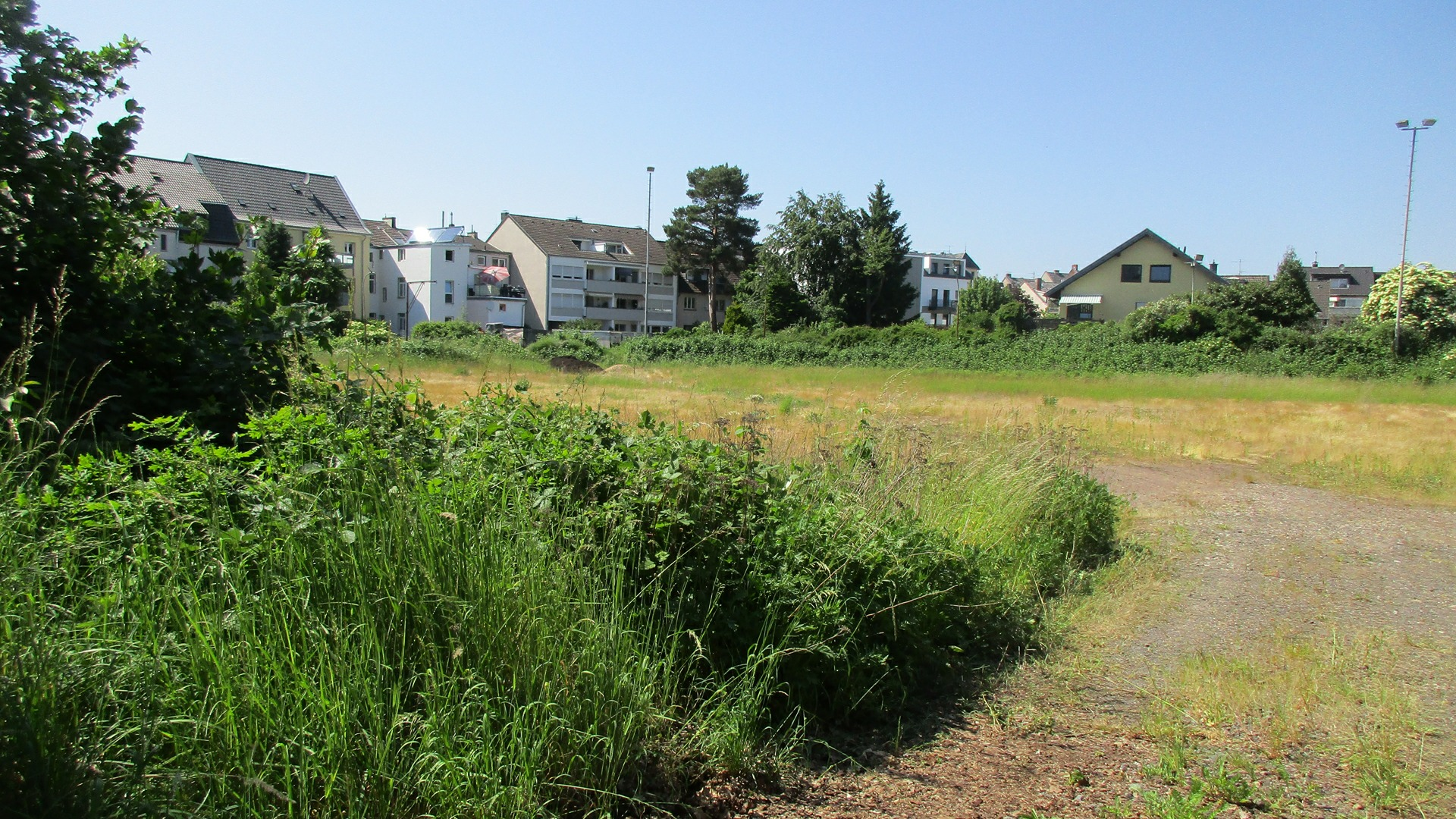
Sportplatz an der Siegburger Waldstraße (2023)

- Tennis: Der Tennisverein Tennisclub an der Sieg e. V. trainiert und spielt auf fünf Sandplätzen im Osten der Kreisstadt, unmittelbar am Toten Arm der Sieg.
- Größter Sportverein Siegburgs mit einem breiten Sportangebot ist der Siegburger Turnverein e. V.
- Handball: Die HSG Sieg ist entstanden aus einer Kooperation des FC Hennef 05 e. V. und dem Siegburger Turnverein e. V. und tritt ab der C-Jugend an. Die darunterliegenden Jugenden spielen jedoch noch unter dem Namen des Siegburger Turnvereins.
- Tennis: Der Siegburger Tennis-Club Blau Weiss e. V. unterhält acht Sandplätze
- Billard: Der Siegburger Billard-Club e. V. besteht seit 1950 und spielte früher bis in die Landesebene hinein.
- Rudern: Der Siegburger Ruderverein 1910 e. V. bietet Rennruder- und Breitensportangebote.
- Schach: Der Schachclub 1919 Siegburg e. V. spielt mit drei Mannschaften im Siegburger Krankenhaus.
- Boxen: Der Siegburger Box-Club 1921 e. V. ist einer der ältesten Box-Clubs Deutschlands. Mitglied war Hein Mück.
- Fußball: Der Siegburger Sportverein 1904 e. V. (SSV 04) ist einer der ältesten Clubs aus Siegburg. Hier begann Wolfgang Overaths Karriere.
- Tischtennis: Der TTC BW Viktoria Siegburg 1930/39 e. V. bietet Tischtennis in vier Mannschaften.
- Triathlon: Der SV Hellas Siegburg e. V. besteht seit 1923 und bietet Schwimmen, Wasserball und Triathlon an.
- Leichtathletik: Der TV Kaldauen 1906 e. V. bietet Volleyball, Turnen, Tischtennis, diverse Kurse und Leichtathletik (LAZ Puma Rhein-Sieg) an.
- Tauchen: Der Tauchturm bietet Freediving und Flaschentauchen an.

Auf dem 1912 an der Waldstraße westlich der Aulgasse erbauten Sportplatz des SSV 04 wurde 1924 eine Radrennbahn eingerichtet, auf der in den Jahren von 1924 bis 1929 national und international besetzte Veranstaltungen stattfanden.
2021 bewarb sich die Stadt zusammen mit dem Rhein-Sieg-Kreis und Lohmar als Host Town für die Gestaltung eines viertägigen Programms für eine internationale Delegation der Special Olympics World Summer Games 2023 in Berlin. 2022 wurde sie als Gastgeberin für Special Olympics Brasilien ausgewählt. Damit wurde sie Teil des größten kommunalen Inklusionsprojekts in der Geschichte der Bundesrepublik mit mehr als 200 Host Towns. Die brasilianische Delegation bestand aus etwa 40 Personen.

## Persönlichkeiten

### Ehrenbürger
- 1900: Peter Brühl (Geheimer Sanitätsrat)
- 1909: Franz vorm Walde (Königlich Gymnasial-Direktor a. D., Geheimer Regierungsrat)
- 1917: Hubert Bamberg (Pfarrer)
- 1919: Jean Fußhöller (Stadtratsmitglied)
- 1946: Kaspar Heppekausen (Ehrendechant)
- 1952: Paul Hubert Kraemer (Pfarrer)
- 1955: Ildefons Schulte Strathaus (1887–1971), Abt
- 1964: Alfred Keller (Unternehmer)
- 1975: Eleonore Keller (Unternehmerin)
- 1975: Ewald Klett (Bürgermeister)
- 1983: Helena Schmitz (Unternehmerin)
- 1985: Hans Alfred Keller (Unternehmer)
- 1998: Placidus Mittler (1928–2016), Altabt
- 2002: Veronika Keller (Unternehmerin) (* 11. März 1927; † 16. Mai 2017)
- 2003: Wolfgang Overath (* 1943), Fußballspieler
- 2023: Alfred Keller (Unternehmer)

### Söhne und Töchter der Stadt
- Christoph Lahausen (?–1662), Jurist
- Johann Heinrich Fischer (1735–nach 1789), Maler, erstellte u. a. Gemälde des alten Annoschreins
- Gustav von Eskens (1819–1874), preußischer Oberst
- Charles Wimar (1828–1862), Maler, wanderte 1843 in die USA aus, bekannt durch seine Darstellungen amerikanischer Ureinwohner
- Joseph Hermann Mohr (1834–1892), Musikwissenschaftler, schrieb zahlreiche Kirchenlieder
- Engelbert Humperdinck (1854–1921), Komponist
- Rahel Apfel, geborene Bürger (1857–1912), Lyrikerin, Schriftstellerin und Zionistin
- Adelheid Wette (1858–1916), Schriftstellerin
- Otto Jülich (1878–1936), Komiker, verhinderte ein Attentat auf Franz von Papen
- Johann Albert Sawinsky (1884–1960), Unternehmer
- Heinrich Schneider (1885–nach 1964), Politiker, Landrat des Landkreises Usingen
- Reinhold Eichacker (1886–1931), Jurist und Schriftsteller
- Leo Fusshöller (1889–1963), Lyriker, Sachbuchautor und Pädagoge
- Raymund Lohausen (1897–1948), Zisterzienser, Widerstandskämpfer und Opfer des Nationalsozialismus
- Wunibald Weber, geboren als Peter Weber (1907–1961), Benediktinermönch, Historiker und Herausgeber
- Torsten Gebhard (1909–1994), Volkskundler, Kunsthistoriker und Denkmalpfleger
- Matthias Ernst Kamp (1909–1983), Ökonom und Finanzwissenschaftler, Hochschullehrer
- Reinold Hagen (1913–1990), Unternehmer und Pionier der Kunststoffindustrie
- Hans Josef Mundt (1914–2002), Schriftsteller und Lektor
- Rudolf Lucas (1916–1980), Jurist und Politiker, Regierungsdirektor in Hessen
- Joe Wick, eigentlich Josef Wick (1916–1994), Sänger, Schlagzeuger und Orchesterleiter
- Rudolf Schmitz (1918–1992), Pharmaziehistoriker und Hochschullehrer
- Norbert Hagen (1920–2013), Unternehmer und Pionier der Kunststoffindustrie
- Ilse Hollweg (1922–1990), Opernsängerin
- Ruth Rehmann (1922–2016), Schriftstellerin
- Hanna Stommel (1927–2021), Heimatforscherin
- Norbert Herkenrath (1929–1997), römisch-katholischer Priester, Entwicklungshelfer
- Ernst H. Hilbich (1931–2025), Schauspieler und Kabarettist
- Jörg Cossardt (* 1935), Schauspieler und Synchronsprecher
- Hans Karl Weitzel (1936–2024), Mediziner, Gynäkologe und Geburtshelfer
- Wolfgang Meyer (* 1938), Bauingenieur und Funktionär im Bereich Öffentlicher Personennahverkehr
- Hein Mück (1941–2024), Boxer
- Wolfgang Overath (* 1943), Fußballspieler, ehem. Präsident des 1. FC Köln, Mitglied der deutschen Fußballnationalmannschaft, Fußballweltmeister 1974, Ehrenbürger von Siegburg seit 2003
- Stephan Lohr (1950–2024), Literaturwissenschaftler, Verlags- und Rundfunk-Redakteur
- Achim Kuczmann (* 1954), ehemaliger Trainer der deutschen Basketballnationalmannschaft und Bundesligatrainer
- Bert Marco Schuldes (1955–2012), Heilpraktiker und Autor
- Peter Kurth (* 1960), CDU-Politiker, 1999 bis 2001 Berliner Finanzsenator, 2009 Kandidat für die Position des Kölner Oberbürgermeisters
- Katja Bellinghausen (* 1961), Schauspielerin
- Wolfgang Seidenberg (* 1962), Schauspieler
- Ralf Forsbach (* 1965), Historiker und Hochschullehrer
- Sven Oliver Müller (* 1968), Historiker und Hochschullehrer
- Stefan Rosemann (* 1971), Politiker (SPD) und Bürgermeister von Siegburg
- Tuncay Nadaroğlu (* 1974), Fußballspieler und Fußballtrainer
- Björn Franken (* 1979), Landtagsabgeordneter
- Gerald Heere (* 1979), Politiker (Bündnis 90/Die Grünen), Landtagsabgeordneter und Staatssekretär in Niedersachsen
- Anke Johannsen (* 1981), Sängerin, Pianistin und Songwriterin
- Matthias Wollgast (* 1981), Künstler und Fotograf
- Maxim (* 1982), Sänger
- Rafael Calman (* 1982), Jazzmusiker
- Axel Bellinghausen (* 1983), Fußballspieler
- Martin Metz (* 1983), Politiker (Bündnis 90/Die Grünen) und Landtagsabgeordneter
- Ann-Marie Kaulbach (* 1984), Rechtswissenschaftlerin und Hochschullehrerin
- Benjamin Lillie (* 1985), Schauspieler
- Patricia Hanebeck (* 1986), Fußballspielerin vom FCR 2001 Duisburg
- Moritz auf der Heide (* 1987), Langstrecken- und Ultraläufer
- Stephanie Brungs (* 1989), Sportjournalistin und Moderatorin
- Simone Gorholt (* 1989), Nachwuchsschauspielerin („Marienhof“)
- Maximilian Holst (* 1989), Handballspieler (TV Großwallstadt)
- Sarah Kim Gries (* 1990), Nachwuchsschauspielerin („Die Wilden Kerle“)
- Rasim Marz (* 1991), deutsch-türkischer Historiker und Publizist
- Joy-Lance Mickels (* 1994), Fußballspieler
- Joy-Slayd Mickels (* 1994), Fußballspieler
- Danilo Wiebe (* 1994), Fußballspieler
- Sertan Yegenoglu (* 1995), Fußballspieler
- Leroy Mickels (* 1995), Fußballspieler
- Moritz Plafky (* 1996), Judoka
- Elione Fernandes Neto (* 2005), Fußballspieler

### Mit der Stadt verbundene Personen
- Anno II. von Köln (auch: Hanno von Köln, Hanno II. etc.), (um 1010–1075), 1056–1075 Erzbischof von Köln, Heiliger der katholischen Kirche
- Johann Lair (1476–1554), auch genannt John Siberch (hergeleitet von seinem Wohnort Siegburg), gründete 1520 die Universitätsdruckerei in Cambridge (England)
- Ignaz Pfefferkorn (1726–1798), Jesuit, Missionar und Naturforscher
- Maximilian Jacobi (1775–1858), Arzt und Gründungsdirektor der ersten Rheinischen Provinzial-Irrenheilanstalt
- Friedrich Hoffmann (1820–1863), Psychiater, Direktor der Siegburger Heilanstalt
- Josef Dietzgen (1828–1888), Arbeiterphilosoph, Journalist und Lohgerber
- Ludwig Hugo Ripping (1837–1898), Psychiater, Direktor der Irrenanstalt in Siegburg
- Hermann Knackfuß (1848–1915), Akademieprofessor und Maler, besuchte das Siegburger Gymnasium
- Josef Müller (1875–1945), Volkskundler und Herausgeber des Rheinischen Wörterbuchs, machte 1895 sein Abitur am Siegburger Gymnasium
- Willi Schultz (1892–1972), Schullehrer und Sammler pommerscher Volkslieder und Volkstänze, lebte nach der Vertreibung aus Pommern seit 1947 in Siegburg
- Lotte Betke (1905–2008), Schriftstellerin und Schauspielerin
- Mauritius Mittler (1921–2013), Benediktinermönch sowie Historiker, Autor und Herausgeber
- Placidus Mittler (1928–2016), Benediktinermönch und Altabt der Abtei St. Michael
- Ulf Merbold (* 1941), Physiker, Astronaut, Leiter des Europäischen Astronautenzentrums der ESA in Köln, lebte in Siegburg
- Matthäa Held (1942–2018), Ordensfrau, 1973–2008 Leiterin Kinder- und Jugendheim Pauline von Mallinckrodt
- Miklos Muranyi (1943–2025), in Siegburg wohnhafter Orientalist
- Hanna Jansen (* 1946), Kinder- und Jugendbuchautorin, wohnte über zwanzig Jahre in Siegburg
- Sylvia Lamsfuß (1951–2023), Journalistin und Schriftstellerin, wuchs in Siegburg auf
- Günter Ollenschläger (* 1951), aufgewachsen in Troisdorf, Wissenschaftsjournalist, Hochschullehrer am Universitätsklinikum Köln und von 1995 bis 2014 Leiter des Ärztlichen Zentrums für Qualität in der Medizin, machte 1969 sein Abitur am Siegburger Anno-Gymnasium
- Hermann Josef Hack (* 1956), Künstler und Gründer des Global Brainstorming Projects
- Michael Opielka (* 1956), in Siegburg wohnhafter Sozialwissenschaftler
- Mathias Wünsche (* 1957), in Siegburg wohnhafter Autor, Texter und Komponist
- Tom Buhrow (* 1958), machte 1978 sein Abitur am Siegburger Anno-Gymnasium, früherer Moderator der Tagesthemen in der ARD, Intendant des WDR
- Michael Boddenberg (* 1959), hessischer Finanzminister, legte 1978 sein Abitur in Siegburg ab
- Markus Maria Profitlich (* 1960), Comedian, besuchte die Hauptschule Haufeld in Siegburg und war Gruppenleiter im dortigen CVJM
- Karl Jüsten (* 1961), in Siegburg aufgewachsener römisch-katholischer Geistlicher (Prälat), seit 2000 Leiter des Kommissariats der deutschen Bischöfe – Katholisches Büro in Berlin
- Elisabeth Winkelmeier-Becker (* 1962), Bundestagsabgeordnete für Siegburg und Parlamentarische Staatssekretärin
- Georg Bitter (* 1968), Jurist und Professor an der Universität Mannheim, legte 1988 sein Abitur am Siegburger Anno-Gymnasium ab
- Melanie Amann (* 1978), in Siegburg aufgewachsene Juristin und Journalistin
- René Böttcher (* 1979), seit 2004 Leiter der Schauspielschule Siegburg und der Studiobühne Siegburg
- Dominique Kusche (* 1990), in Siegburg wohnhafte Schauspielerin Lindenstraße

## Sonstiges
Bei der Papstwahl 1958 wurden die beiden Siegburger Ärzte Alfred Möhlenbruch und Norbert Zylka während des Konklaves im Vatikan mit eingemauert. Sie begleiteten Kardinal Tien Ken-sin, der kurz zuvor bei einem Autounfall auf der B 56 schwer verletzt wurde.